# Badekultur

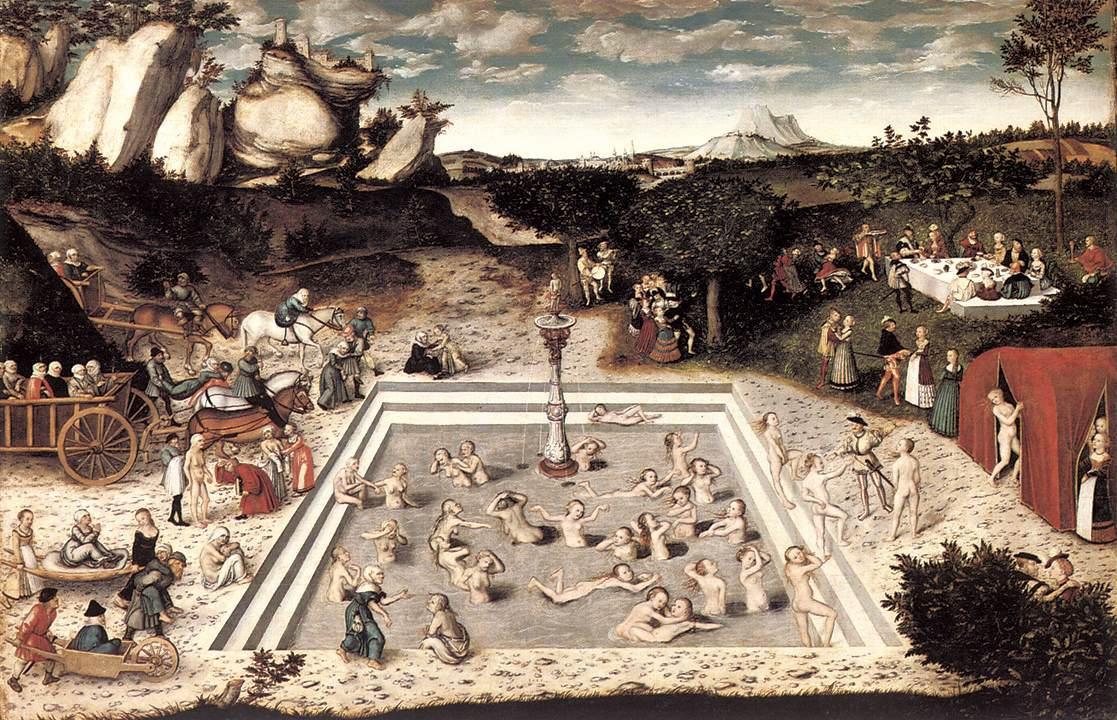
Der Traum vom Bad im Jungbrunnen (Gemälde von Lucas Cranach d. Ä., 16. Jahrhundert)

Der Begriff Badekultur oder Badewesen (von baden) bezieht sich auf das Baden in warmem oder kaltem Wasser, das in erster Linie der Reinigung dient, aber auch der Förderung der Gesundheit und des Wohlbefindens. Das Dampfbad, heute zur Sauna gezählt, diente ebenfalls diesem Zweck.
Schwimmbäder gehören nicht zur Badekultur, auch wenn sie ursprünglich aus der Badekultur entstanden sind.

## Geschichte

### Zusammenfassung
Die Ursprünge der europäischen Badekultur liegen in der Antike, als öffentliche Thermen auch eine wichtige soziale Funktion hatten. Mit der Völkerwanderung kam der Zerfall der römischen Badekultur. Im Byzantinischen Reich dagegen blieb die Tradition bestehen und wurde später von den islamischen Eroberern fortgeführt (etwa in Gestalt des hammām). Im Mittelalter wurde die Tradition auch in Europa mit den im Vergleich zu den Thermen allerdings bescheiden dimensionierten Badehäusern wieder aufgenommen. In der Neuzeit ist die Badekultur eng mit der Entstehung von Kurorten mit Thermalquellen sowie Seebädern verbunden. Über private Badezimmer verfügte die große Masse der europäischen Bevölkerung erst ab dem 20. Jahrhundert. Die Bedeutung des Bades in verschiedenen Epochen war immer eng mit den jeweils herrschenden Vorstellungen von Hygiene verknüpft.

### Anfänge

#### Altertum
Die ersten größeren Badeanlagen befanden sich unter anderem in den Städten der Indus-Kultur (um 2500–1900 v. Chr.). In Mohenjo-Daro lag ein Bad auf der „Zitadelle“  in einem Gebäude mit einem 7 × 12 m großen und 2,4 m tiefen Becken, in das zwei Treppen hinabführten. Die Wasserversorgung erfolgte über Brunnen. Die Größe der Anlage deutet an, dass dieses Bad nicht nur der Körperreinigung, sondern wohl auch rituellen Zwecken und dem Vergnügen am Baden dienen sollte. Aber nicht nur in diesem wohl öffentlichen Gebäude fand man Badeeinrichtungen, sondern auch in vielen Häusern der Stadt, die auf ein ausgeprägtes Hygienebedürfnis der Bewohner, vielleicht aber auch auf rituelle Waschungen schließen lassen. Weitere frühe Badeanlagen sind aus dem Alten Reich des Alten Ägyptens (ca. 2700–2200 v. Chr.), aus Mari in Mesopotamien (um 2000 v. Chr.), auch aus Knossos in der Minoischen Kultur (um 2000 v. Chr.) sowie aus der Mykenischen Kultur (ab ca. 1600 v. Chr.) bekannt.

#### Griechenland

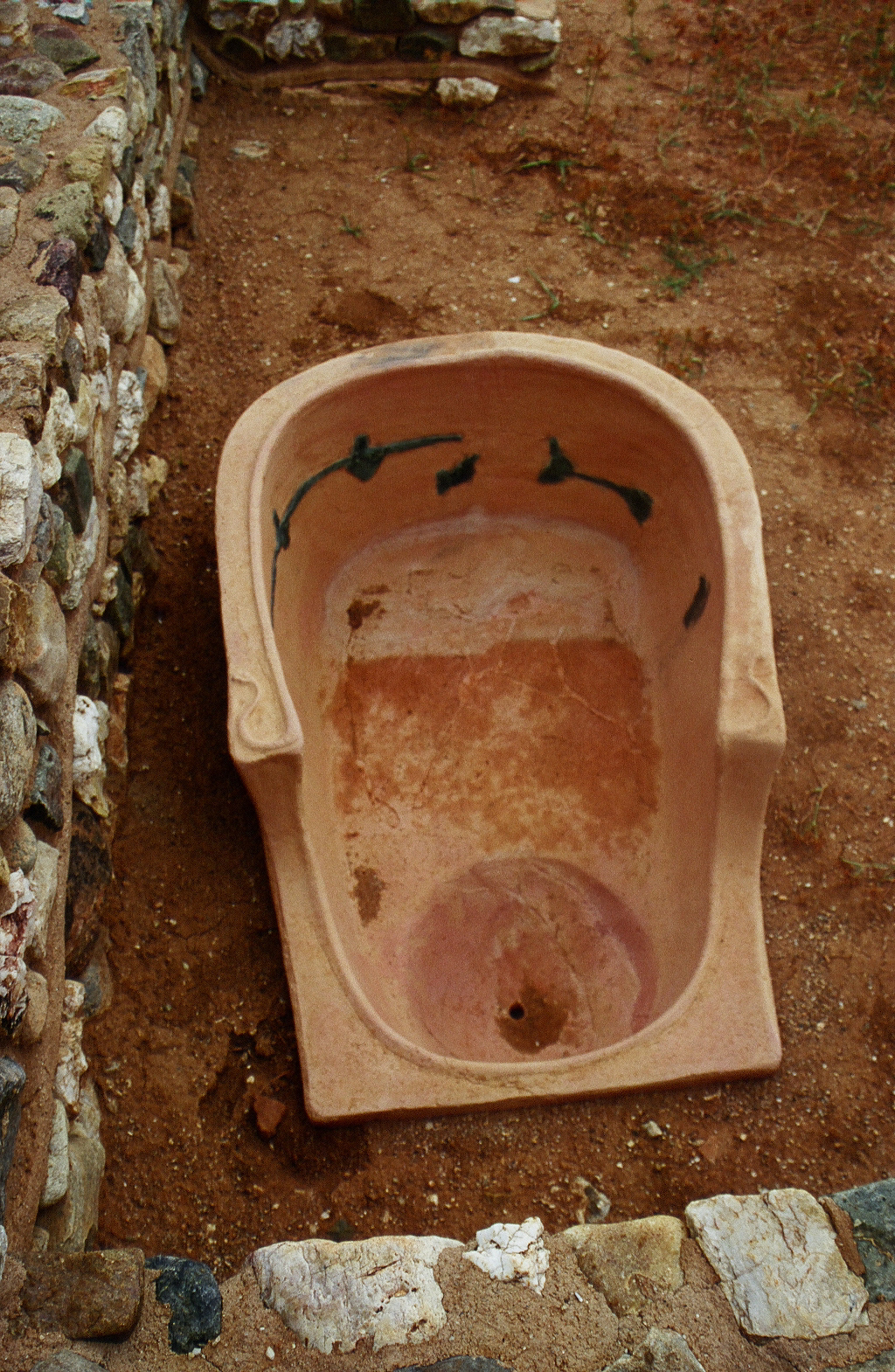
Rekonstruierte Wanne in einem Haus in Olynth

Im antiken Griechenland und bei den Römern hatte die Badekultur einen sehr hohen Stellenwert. Schon etwa 2000 Jahre vor unserer Zeitrechnung gab es auf Kreta private Baderäume und eine Kanalisation. Die im späten 8. Jahrhundert v. Chr. niedergeschriebene Odyssee, die die Abenteuer des Königs Odysseus von Ithaka und seiner Gefährten auf der Heimkehr aus dem Trojanischen Krieg schildert, belegt in zahlreichen Versen den hohen Stellenwert, den die Griechen einer Reinigung mit Wasser beimaßen. So schildert der achte Gesang beispielsweise, wie im Hause des Phaiakenkönigs Alkinoos Odysseus von den Haussklaven ein Bad zubereitet wird, bevor er sich an der Tafel seines Gastgebers niederlässt. Vergleichbare Stellen belegen eine sorgfältige Reinigung vor Gebeten und Opfern und die Sitte, dem Gast zunächst Wasser zu reichen, damit er sich seine Hände waschen könne und ihm anschließend ein Bad anzubieten.
Im 5. Jahrhundert v. Chr. entstanden öffentliche Badeanstalten mit einem Becken und Wannen sowie einem Salbraum (altgriechisch βαλανεῖον balaneion „Badstube“ bzw. λουτρόν loutron „Bad“). Ab dem 4. Jahrhundert wurden öffentliche Bäder zu einer verbreiteten Einrichtung in griechischen Städten. Ein bestimmtes Bauschema scheint es nicht gegeben zu haben, man findet Räume mit meist 10 bis 22 Wannen oder Sitzwannen sowohl in rechteckiger (zum Beispiel in Olympia) als auch kreisbogenförmiger Anordnung (zum Beispiel in Gortyn, Gela und Megara Hyblaea). Teilweise gab es in einem Badekomplex zwei Baderäume, in denen Männer und Frauen getrennt baden konnten. Neben diesen öffentlichen Bädern gab es auch in Privathäusern bereits Badezimmer. Häufig enthielten sie nur ein Waschbecken in Hüfthöhe. Einige enthielten auch bereits aus Ton gebrannte Badewannen, wie man sie beispielsweise in Olynth ausgegraben hat. Zur weiteren Reinigung kannten die Griechen Schwitzbäder (Dampfbäder), in denen heiße Steine mit Wasser übergossen wurden. Es gab außerdem trockene Heißluftbäder. Das waren kleine Räume, in denen ein Becken mit Holzkohle für Hitze sorgte. 300 Jahre später wurde das so genannte Hypokaustum zur Beheizung der Badeanlagen eingeführt.
Oft besaßen auch die hellenistischen Sportanlagen (Singular: Gymnasion, Plural: Gymnasia) Wasserbecken zur Abkühlung nach dem Sport. Da die Athleten sich für die Wettkämpfe mit Sand und Öl einrieben, wurden Schweiß und Schmutz hinterher mit einer Strigilis (Hautschaber) entfernt. Es gibt keine Belege, dass Gymnasia vor der römischen Zeit ihren Nutzern bereits heißes Wasser anboten, obwohl dieses zur Entfernung des Öls und Schmutzes besser geeignet gewesen wäre. Die griechischen Sportstätten mit integrierten Bädern waren bereits zu diesem Zeitpunkt Begegnungsstätten, in denen man sich stundenlang aufhielt. Gymnasia, die auch über heißes Wasser verfügten, sind erstmals für das 1. Jahrhundert v. Chr. belegt.
Die Vorliebe für warme Bäder war in der griechischen Gesellschaft nicht ohne Kritik. Der griechische Komödiendichter Aristophanes (um 450 bis 380 v. Chr.) zweifelt in Die Wolken daran, ob die sich in warmen Bädern verweichlichenden Griechen noch über die Manneskraft verfügten, die ihre Vorfahren in der Schlacht bei Marathon erfolgreich sein ließen. Platon (um 428 bis 348 v. Chr.) plädierte in seinem Dialog Nomoi dafür, heiße Bäder auf Alte und Kranke zu beschränken. Noch rigoroser in ihrer Ablehnung waren die Spartaner, die in ihrer Ablehnung warmer Bäder sich auf ihren mythischen Staatsgründer Lykurg beriefen und in ihnen eine Gefahr für die Kriegsfähigkeit ihres Staates sahen.
Griechische Ärzte wandten bereits Hydrotherapie an, die sie von den Ägyptern übernommen hatten. Hippokrates war ein bekannter Befürworter der Kaltwasserbehandlungen. Er empfahl kalte Wassergüsse bei Rheuma und Gicht sowie kalte Wickel gegen Fieber. Außerdem waren bereits zahlreiche Heilquellen bekannt, von denen viele Göttern geweiht waren. An besonders wirksamen Quellen wurden so genannte Asklepios-Tempel errichtet, die von Kranken aufgesucht wurden und die im Grunde schon Sanatorien waren. Der berühmteste dieser Tempel befand sich in der Stadt Epidauros. Einen sehr guten Ruf hatten auch die heißen Quellen von Adepsos auf der Insel Euböa.

#### Römisches Reich

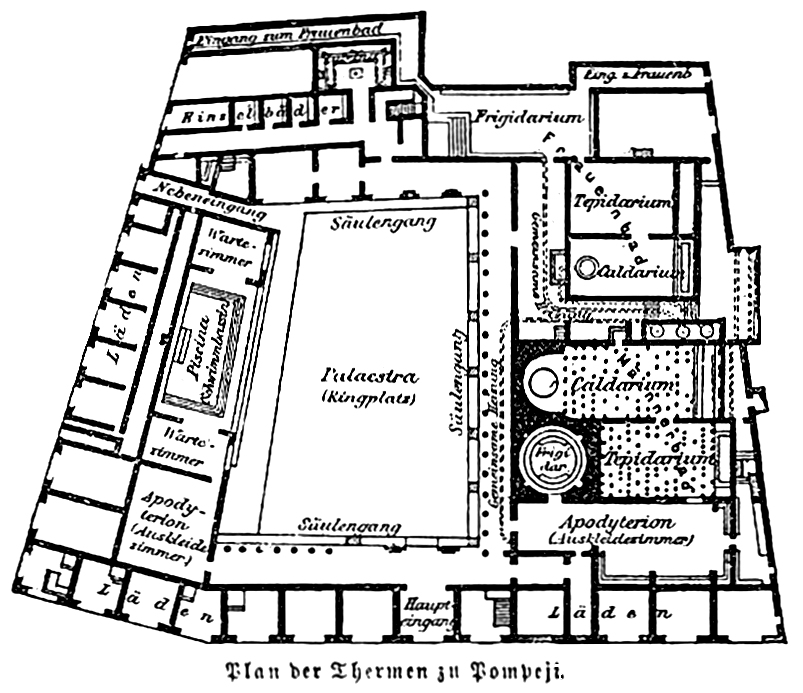
Vorstadtthermen

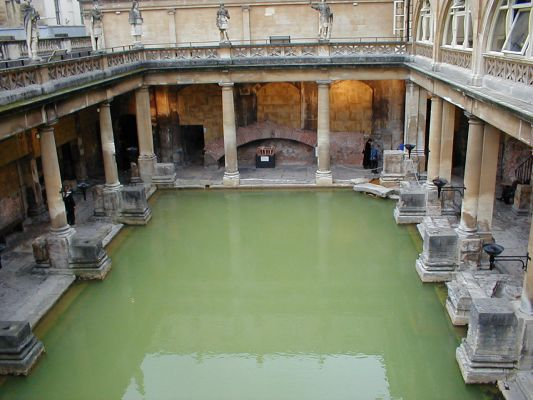
Römisches Bad in Bath (England). Nur die Sockelanlage unterhalb der toskanischen Säulen stammt aus römischer Zeit.

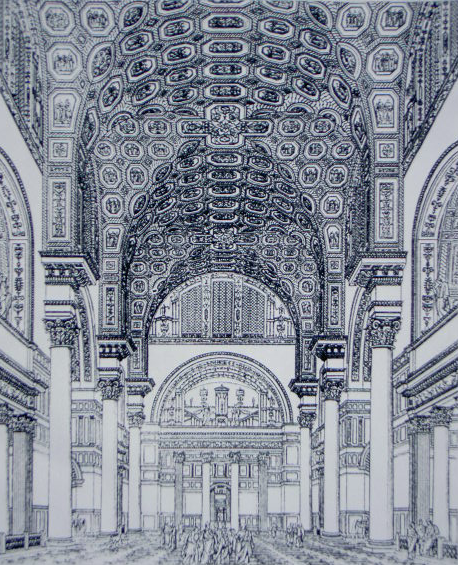
Rekonstruierter Innenraum der Caracalla-Thermen (Tepidarium)

Hygiene spielte ab der späten Republik eine große Rolle. Die ersten größeren römischen Bäder (lateinisch lavatrina Waschraum, eigentlich Abfluss, balneum, balineum Baderaum) entwickelten sich vermutlich in Kampanien, dessen Hauptstadt Capua bereits im 4. Jahrhundert v. Chr. die größte Stadt Italiens nach Rom war. In der Blütezeit dieser Region, die etwa von 500 bis 300 v. Chr. währte, war der griechische Einfluss dort sehr groß, so dass dort die für die Griechen selbstverständlichen öffentlichen Bäder entstanden. 305 v. Chr. besaß Rom die erste große Wasserleitung (Aqua Appia) und zu dieser Zeit wurde bereits ein öffentliches Bad eingerichtet. Im 2. Jahrhundert v. Chr. war es für römische Bürger bereits selbstverständlich, Zugang zu einer öffentlichen Badeanlage zu haben. Zu den ältesten erhaltenen Thermen zählen die Stabianer Thermen in Pompeji, die am 24. August 79 beim Ausbruch des Vesuvs verschüttet wurden. Ein frühes Sitzwannenbad entstand dort mutmaßlich bereits im 3. Jahrhundert v. Chr. Die durch den Vesuvausbruch erhaltene Anlage stammt jedoch im Wesentlichen aus dem Jahre 140 v. Chr. Die Stabianer Therme weist bereits die für ein römisches Bad typischen Merkmale auf und verfügte über eine Unterbodenheizung (suspensura). In Pompeji sind auch jüngere Thermen erhalten geblieben, darunter die sogenannte Vorstadttherme, die in der frühen Kaiserzeit entstand und die zum Zeitpunkt des Vesuvausbruchs noch nicht fertig errichtete Zentrale Therme. Beide Thermen sind technisch ausgefeilter als die Stabianer Therme, boten den Nutzern mehr Raum und Luxus und waren wegen großer Fenster lichtdurchflutet. Die Vorstadttherme, die heute vor allem wegen der im Umkleideraum angebrachten erotischen Fresken bekannt ist, erlaubte den Besuchern sogar den Blick auf das Meer.
Ein typisches römisches Badehaus verfügte über Umkleideräume (apodyterium), einen Schwitzraum (laconicum), ein Warmbad (caldarium), einen mäßig warmen Raum (tepidarium) und ein Kaltbad (frigidarium). Der Ablauf eines Bades war theoretisch genau festgelegt, es stand aber jedem Besucher frei, seinen eigenen Ablauf zu wählen, jedoch war ein schrittweises Aufwärmen weit verbreitet. Nach dem Ablegen der Kleider, die in abschließbaren Boxen (loculi) verstaut werden konnten, wärmten sich die Badegäste für gewöhnlich auf einer Art Sportanlage (Palästra) auf. Anschließend gingen die Besucher in Holzschuhen, mit Badeutensilien und Handtuch zunächst in den Kaltbaderaum (frigidarium), um sich zu reinigen. Danach folgte ein Warmbaderaum (tepidarium) mit einer Raumtemperatur von 20 bis 25 Grad Celsius, in dem es Bänke und Wasserbecken gab. Hier konnte man sich auch von Bediensteten einölen und massieren lassen. Es folgte die Nutzung des laconicums mit trockener Wärme oder des feuchtheißen sudatoriums. Da es sich bei dieser Einrichtung um eine typisch griechische handelt, was unter anderem aus der Bezeichnung laconium hervorgeht, war sie kein fester Bestandteil einer römischen Badeanlage und der Besuch war rein optional. Der zentrale Raum war das Warmbad (caldarium) mit einer Temperatur von ca. 50 °C. Wegen der Fußbodenheizung trugen die Besucher häufig Holzschuhe, um sich nicht die Füße zu verbrennen. Den Abschluss des Bades bildete wieder das Kaltbad.
Einige der öffentlichen Bäder der römischen Republik befanden sich in Privatbesitz, andere gehörten dem Staat. Der für Frauen zugängliche Bereich war gewöhnlich deutlich kleiner als der, der Männern zur Verfügung stand, der Eintritt, den Frauen zu zahlen hatten, jedoch häufig höher als der für Männer. Über mögliche Gründe kann nur spekuliert werden, jedoch vermuten Historiker, dass Frauen in der Regel mehr Kosmetika verbrauchten als Männer und ihre langen Haare nicht selten die Abflüsse verstopften. Das Preisgefüge war jedoch so gewählt, dass auch die ärmeren Schichten Zugang zu den Thermen hatten. Kinder, Soldaten und mitunter auch Sklaven mussten keinen Eintritt entrichten. Wohlhabenderen stand die Möglichkeit offen, sich zusätzliche Dienstleistungen oder Zugang zu besonderen Räumen zu erkaufen. Viele der wohlhabenderen Patrizier kamen mit ihren Sklaven ins Bad, von denen einer die Garderobe bewachte, die in einer offenen Nische im Umkleideraum lag, ein anderer trug die diversen Utensilien, ein dritter schabte ihm mit dem Schabeisen (strigilis) Schweiß und Schmutz von der Haut. Öffentliche Bäder befanden sich auch in den entfernteren römischen Provinzen, so etwa in Baden, lat. Aquae Helveticae in der Schweiz. Dieses diente den römischen Legionären und Siedlern Vindonissas als Bad. Auf deutschem Boden sind zum Beispiel in Trier, Aachen, Weißenburg, Kempten oder Künzing die Überreste römischer Bäder zu sehen, auch die Kurorte Baden-Baden und Wiesbaden sind römische Gründungen.
In der römischen Kaiserzeit entstanden die großen luxuriösen Thermen, die regelmäßig über weitere Räume wie Sport- und Spielhallen, Geschäfte und Lokale verfügten. Die Thermen des Marcus Vipsanius Agrippa, die im Jahre 25 v. Chr. eröffnet wurden, waren rund 14.500 m² groß; in seinem Testament vermachte er sie 12 v. Chr. dem römischen Volk, das damit kostenlos Zugang hatte. Erst für diese luxuriösen Bäder mit ihrer symmetrischen Anlage und den überdachten Sportplätzen bürgerte sich der Begriff thermae ein. Im deutschen Sprachgebrauch werden sie auch als Kaiserthermen bezeichnet. Die einfacheren öffentlichen Bäder dagegen wurden balneum genannt. Zwei der größten dieser Kaiserthermen sind die Caracalla-Thermen (entstanden 216 bis 217 n. Chr.) und die Diokletiansthermen (entstanden 298 bis 306). Die letzte große dieser Kaiserthermen wurde 324 unter Kaiser Konstantin errichtet. Der Betrieb dieser Thermen war kostenintensiv und wurde aus Steuereinnahmen und Spenden finanziert. Im 4. Jahrhundert gab es allein in Rom neben elf großen Thermenanlagen zirka 900 öffentliche Bäder. Reiche Römer besaßen jedoch auch ein eigenes Badezimmer.
Im Zuge der Belagerung Roms durch die Goten im Jahr 537 wurde das gesamte Wasserleitungssystem zerstört, so dass die Thermen in Rom nicht mehr betrieben werden konnten. Ein Wiederaufbau erfolgte nicht und mit dem Zerfall des Römischen Reiches setzte im westlichen Europa der Niedergang der Bäder ein, während sie im Byzantinischen Reich erhalten blieben. Alte Thermen wurden weiter benutzt und neue Bäder erbaut. Dies ist umso bemerkenswerter, da zu dieser Zeit in anderen Bereichen beim Bau öffentlicher Gebäude ein Niedergang einsetzte. Nach der Eroberung von Alexandria im Jahre 642 berichtete ʿAmr ibn al-ʿĀs voller Verwunderung, dass die Stadt 4000 Villen mit 4000 Bädern hatte. Die vorgefundene Badekultur wurde von ihnen übernommen, aber modifiziert.

### Mittelalter

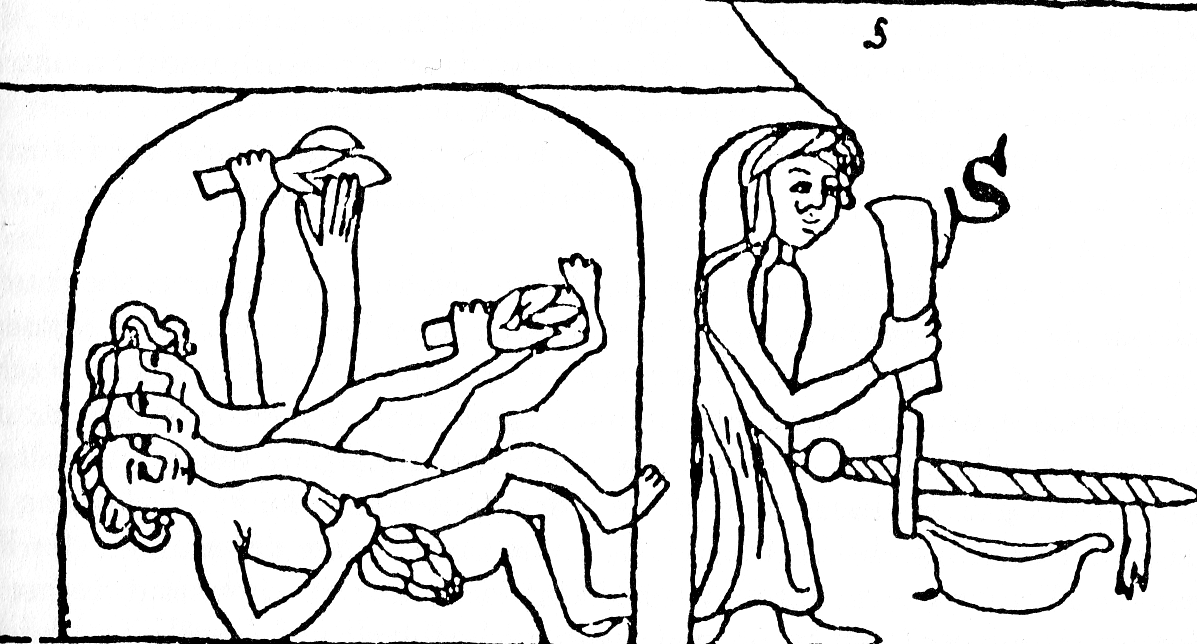
Frühe Darstellung einer mittelalterlichen Badestube (Heidelberger Bildhandschrift, Sachsenspiegel, 13. Jahrhundert)

Die Kreuzfahrer entdeckten die Badekultur in den islamischen Ländern wieder und führten sie in Europa erneut ein. Die antike Badekultur konnte jedoch noch mehrere Jahrhunderte lang nicht erreicht werden. Schenkt man dem Bericht eines Gesandten von Kalif Al-Hakam II. aus dem Jahr 973 Glauben, war es mit der mitteleuropäischen Badekultur im frühen Mittelalter nicht weit her: 

„Aber du siehst nichts Schmutzigeres als sie! Sie reinigen und waschen sich nur ein- oder zweimal im Jahr mit kaltem Wasser. Ihre Kleider aber waschen sie nicht, nachdem sie sie angezogen haben, bis dass sie in Lumpen zerfallen.“

 Wenn das nicht ohnehin etwas übertrieben war, so traf es wohl eher auf das gemeine Volk zu. Von Karl dem Großen wird jedenfalls berichtet, dass er nicht nur häufig gebadet hat (u. a. in den warmen Schwefelquellen in Aachen), sondern auch ein guter Schwimmer war. Das Schwimmen gehörte im Mittelalter zu den sieben „ritterlichen Fertigkeiten“. Die meisten Adelssitze dürften durchaus Badeeinrichtungen besessen haben, die Klöster dagegen nicht immer.

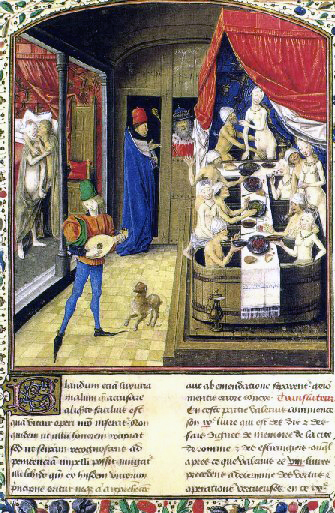
Geselliges Bad in einem mittelalterlichen Badehaus (Darstellung um 1470)

Da der größte Teil der iberischen Halbinsel im 8. Jahrhundert von den Mauren erobert wurde, breitete sich dort die islamische Badekultur aus. Als besonders prachtvoll galten die im 14. Jh. erbauten Badeanlagen der Alhambra in Granada. In den christlichen Ländern gewann dagegen die Lehrrichtung der Askese zunehmend an Bedeutung, die das Baden als Verweichlichung und Luxus ablehnte. Das Nicht-Baden wurde in den Rang einer Tugend erhoben, die als ebenso bedeutungsvoll galt wie das Fasten. Der einflussreiche Kirchenlehrer Augustinus erklärte, ein Bad pro Monat sei gerade noch mit dem christlichen Glauben zu vereinbaren. Mönche sollten am besten überhaupt nur vor Ostern und Weihnachten in die Wanne steigen.
In Mitteleuropa entstanden im Gefolge der Kreuzzüge im Hochmittelalter Badestuben, in denen zwar offiziell Geschlechtertrennung galt, in der Praxis aber meistens gemischt gebadet wurde, und zwar im selben Becken.

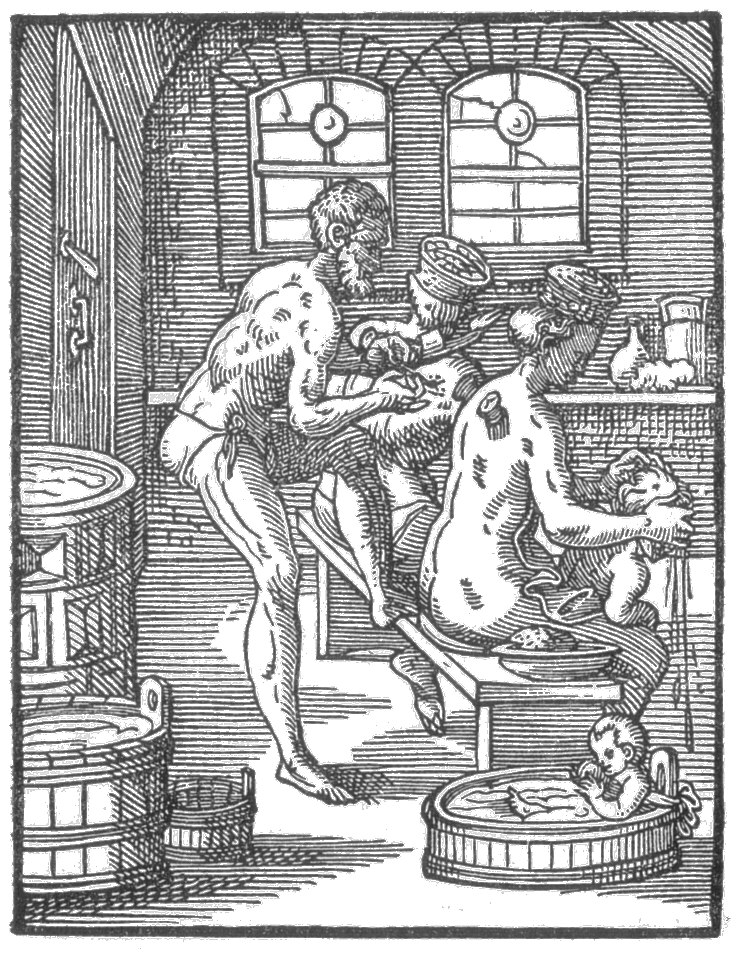
Szene in einem Badehaus: Bader behandelt Badegäste (Stich von Jost Amman, 1568)

Das Bad begann mit der Körperreinigung, erst danach folgte das Schwitzen. Nicht jeder Badegast stieg auch in die Badewanne, denn ein Wasserbad war wesentlich teurer als ein Schwitzbad. Die Lauge für die Reinigung wurde gewonnen, indem man Wasser über Asche goss; Seife kam erst später auf. Der Wasserdampf in der Schwitzstube wurde durch das Übergießen heißer Kieselsteine erzeugt. Die Öfen wurden mit Holz geheizt; sie heizten nicht nur den Baderaum, sondern dienten auch zum Erwärmen des Badewassers in Kupferkesseln. Wasserleitungen gab es nicht. Außerdem lagen auf dem Ofen die Kieselsteine. Für das Schwitzbad setzte man sich auf Holzbänke, die wie in modernen Saunen in unterschiedlicher Höhe angebracht waren; während des Schwitzens benutzten die Badegäste Wedel oder Ruten, mit denen sie sich auf den Körper schlugen, um das Schwitzen zu fördern. Vermögendere Gäste ließen sich von „Reibern“ oder „Reiberinnen“ auf den Bänken Schweiß und Schmutz kräftig abreiben, die anderen mussten das selbst besorgen. Zum Abschluss des Schwitzbades wurde der Körper mit Wasser übergossen. Häufig ließ sich der Badegast danach das Haar waschen und eine Rasur vornehmen, zum Schluss wurde auf Wunsch noch geschröpft oder zur Ader gelassen. Das Schröpfen soll die Haupteinnahmequelle der Bader gewesen sein.
Die Wannen in den Badehäusern waren aus Holz, Kupfer oder Messing. Häufig wurde das Wasser darin erwärmt, indem heiße Kieselsteine in die Wanne gelegt und dann Wasser darüber gegossen wurde. Deshalb saßen die Badegäste meistens nicht direkt in der Wanne, sondern auf einem Schemel, der darin stand; oft gab es auch noch eine Fußbank. Dem Wasser wurden auf Wunsch diverse Kräuter zugefügt.
In größeren Badehäusern gab es noch eine Vorstube, einen Ruheraum und eine Küche, denn den Badegästen wurden auf Wunsch auch Speisen und Getränke serviert. Die Bader und die Knechte trugen im Allgemeinen bei ihrer Arbeit eine Art Schurz, der Vortüchel genannt wurde, die Bademägde ein hauchdünnes Hemd. Die Badegäste waren im Schwitzbad auf jeden Fall völlig nackt, im Wasserbad gab es für Frauen ein Kleidungsstück namens Badehre. Dabei handelte es sich um eine leichte Schürze, die um den Hals gebunden wurde und den Rücken frei ließ. Männer trugen teilweise Badhemden.
Der Besuch im Badehaus galt für Wohlhabende als Vergnügen, es wurde im Wasser gegessen und getrunken, nicht selten auch angebandelt. Der Beruf des Baders galt nicht ganz umsonst als unehrenhaft, wurde er doch nicht nur als Barbier und Chirurg tätig, sondern gegen Bezahlung auch als Kuppler und Heiratsvermittler. In den Badestuben gab es oft auch Betten zum Ruhen nach dem Bad. Sie gerieten in den Ruf, heimliche Bordelle zu sein, einige waren es auch. Die Kirche kritisierte lange Zeit vergebens diese Sitten. Priestern wurde es grundsätzlich verboten, eine öffentliche Badestube aufzusuchen.
In weiten Kreisen der Bevölkerung erfreute sich das gemeinschaftliche Baden großer Beliebtheit, auch wegen des Unterhaltungswerts. Es entstand u. a. die Sitte des Hochzeitsbades; dabei wurde der Bräutigam von mehreren Männern ins Badehaus begleitet, die Braut von anderen Frauen. In der Trauerzeit war das Baden aus religiösen Gründen untersagt.

### Neuzeitliche Entwicklung

#### Überblick

Zur Zeit des Barock und Rokoko wusch man sich mit Lappen (Stich von Bonnart, ca. 1660).

Mit den Entdeckungsfahrten Kolumbus’ in Amerika wurde ab 1493 mutmaßlich eine neue Variante der Syphilis eingeschleppt. Gegen die fremde Erregervariante fehlte bei der europäischen Bevölkerung eine genetische Anpassung. Diese damals unheilbare Geschlechtskrankheit brachte im 15. und 16. Jahrhundert das Ende der meisten öffentlichen Badehäuser; sie wurden wegen der großen Ansteckungsgefahr geschlossen. Auch der Dreißigjährige Krieg trug zum Niedergang der Badestuben bei. Gleichzeitig geriet das Baden überhaupt in Verruf, es sei schädlich und überflüssig, so die Ansicht vieler Ärzte. Das hing mit der damaligen Auffassung zusammen, dass das Wasser beim Bad durch die Poren der Haut in den Körper eindringen und sich dort mit den „Körpersäften“ vermischen würde, was wiederum zu Krankheiten führen würde. Auch das Eindringen von Krankheitserregern (wie etwa Miasmen) in den Körper fürchtete man auf diesem Wege.
Eine Schilderung des Kölner Patriziers Hermann von Weinsberg illustriert die Zurückhaltung gegenüber zu häufigem Baden:

„Anno 1570 den 26. aprilis bin ich uff der Santkuylen in der badstoben gewest, dan ich hab in drittenhalben jar nit gebait. Und hab doe 7 kop (Schröpfköpfe) laissen setzen und hab vil bloitz zwischer der haut abgezogen.“

Bei dieser Wasserscheu blieb es längere Zeit. Im 16. und 17. Jahrhundert wurde Sauberkeit vor allem durch das Wechseln der Leibwäsche, trockene und feuchte Abreibungen, Parfüm und Puder erzielt. Fürsten dieses Zeitalters statteten ihre Schlösser bisweilen mit luxuriösen Bädern aus: So ließ sich etwa Kurfürst Max Emanuel von Bayern 1718–21 eigens zu diesem Zweck die Badenburg im Nymphenburger Schlosspark errichten. Ein weiteres Beispiel ist das Mitte des 19. Jahrhunderts entstandene, im orientalischen Stil gehaltene Bad auf Schloss Albrechtsberg in Dresden. Diese Bäder dienten jedoch vor allem der Repräsentation.

#### Mineralbäder, Wildbäder, Jungbrunnen und Kurbäder
Spätestens im Hochmittelalter entdeckte man den Nutzen von Mineralquellen und es entstanden Mineralbäder und erste Kuranstalten. Zu den ältesten deutschen Mineral- und Heilbädern gehören Haßfurt in Unterfranken, Burgbernheim in Bayern, das Wildbad zu Kreuth, Wolkenstein in Sachsen und die Aachener Thermalquellen, aufgrund derer das heutige Aachen schon von den Römern als Erholungsort aufgesucht und dort ein umfassender Thermenbereich angelegt wurden; später sollte Karl der Große diesen Ort, den er gleichfalls nicht zuletzt wegen seiner Quellen zu schätzen wusste, gar zum Zentrum des von ihm regierten Fränkischen Reichs erwählen. In Österreich waren Baden und Heilbrunn früh bekannt, in der Schweiz Bad Pfäfers, im Riesengebirge Warmbrunn, in Lothringen Plombières-les-Bains. Am beliebtesten waren die natürlichen, mineralisierten warmen und kalten Quellen weitab von der Zivilisation, die auch Wildbad genannt wurden. Manche gerieten in den Ruf, wahre „Wunderbrunnen“ zu sein, und zogen ganze Pilgerscharen von Kranken an, die Heilung suchten. So wurde zum Beispiel um 1550 Bad Pyrmont über Nacht bekannt. Es kamen so viele Gäste, dass die Nahrung im Ort knapp wurde. Dieser Glaube an die „Wunderkur“ hielt in Pyrmont etwa zehn Jahre an, dann ließ der Andrang schlagartig wieder nach. Zu einer Belebung der Badekultur führte im 16. Jahrhundert die Verbreitung des so genannten Jungbrunnenmythos, der auch in zahlreichen zeitgenössischen Darstellungen und Gedichten, u. a. von Lukas Cranach dem Älteren und Hans Sachs Eingang fand. Die früheste schriftliche Erwähnung des Jungbrunnens bereits im Jahr 1177 geht auf einen Priester Johannes zurück, der Kaiser Emanuel von Konstantinopel von einer Quelle unweit des Olymp berichtete, nach deren Genuss man in ein Alter von zweiunddreißig Jahren zurückversetzt werden sollte.

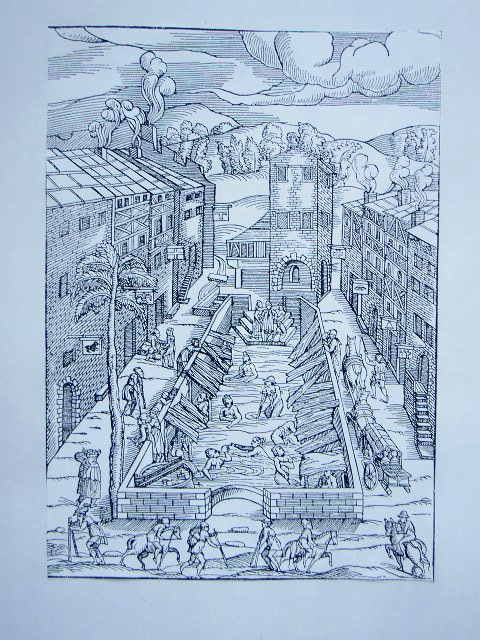
Badekur im Heilbad Plombières-les-Bains (16. Jahrhundert)

In den Kurbädern ging es offenbar genauso gesellig zu wie in den Badehäusern. Poggio Bracciolini berichtete 1417 über den Ort Baden in der Grafschaft Baden (Schweiz): „In der Morgenfrühe waren die Bäder am beliebtesten. Wer nicht selbst badete, stattete seinen Bekannten Besuche ab. Von den Galerien herab konnte man mit ihnen sprechen und sie an schwimmenden Tischen essen und speisen sehen. Schöne Mädchen baten um 'Almosen', und warf man ihnen Münzen hinab, so breiteten sie die Gewänder aus, die Münzen aufzufangen und dabei ihre Reize zu enthüllen. Blumen schmückten die Oberfläche des Wassers, und oft hallten die Gewölbe wider vom Saitenspiel und Gesang. Mittags an der Tafel ging nach gestilltem Hunger der Becher solange um, wie der Magen den Wein vertrug, oder bis die Pauken und Pfeifen zum Tanze riefen.“
Im 16. Jahrhundert gewannen in Deutschland Bad Kissingen, Bad Ems, Bad Schwalbach und Wiesbaden an Bedeutung, in Österreich das Gasteiner Wildbad, Leuk in der Schweiz und Spa in Belgien. In dieser Zeit erschienen mehrere Schriften von Medizinern zur Bedeutung heilender Quellen. Die meisten Kurorte verdienten zu dieser Zeit den Namen „Bad“ allerdings noch nicht, denn sie waren überhaupt nicht auf die Beherbergung großer Gästescharen eingerichtet; auch Kurhäuser waren zu dieser Zeit die Ausnahme. Als 1674 Hans Carl von Thüngen zur Erholung nach Ems kam, bestand der Ort aus wenigen ärmlichen Häusern; die Gäste wurden in Zelten untergebracht. Erst 1715 wurde das Kurhaus erbaut.
Gekurt wurde damals nach dem Motto „viel hilft viel“. Die Patienten saßen täglich etwa zehn bis zwölf Stunden im Bad, meist in einem Zuber oder einem sogenannten Badekasten – bis die Haut wund war und zu eitern begann. Diese Wirkung, Hautfresser oder Beize genannt, war durchaus erwünscht, denn man glaubte, dass das heilende Wasser nur durch die „offene Haut“ richtig in den Körper eindringen könne.
Das englische Bath entwickelte sich im 18. Jahrhundert zum größten Badeort in Europa. Während der Hauptsaison – im Herbst und Winter – kamen damals etwa 8.000 Gäste in den Ort. Das lag nicht nur an den heilenden Quellen, sondern nicht zuletzt an dem reichhaltigen Unterhaltungsangebot, das im Laufe der Jahre hier entstanden war. Man beschäftigte sogar einen eigenen Zeremonienmeister, der den Titel „König von Bath“ führte und für den geregelten Ablauf des gesellschaftlichen Lebens zuständig war.
Die Aufklärung reformierte auch die Medizin und die Ideen über Gesundheit und Hygiene. Bewegung in der Natur wurde empfohlen. So kam das Baden im Freien in Mode, und zwar nicht nur in warmen Quellen, sondern auch in offenen Gewässern.
Im 19. Jahrhundert kam der Aufschwung im westböhmischen Bäderdreieck mit Karlsbad, Franzensbad und Marienbad, das damals zu Österreich-Ungarn gehörte. 1860 kamen immerhin 10.000 Kurgäste allein nach Karlsbad. Die böhmischen Kurorte gehörten zu den ersten, die Moorbäder einführten, vergleichbar mit Fango. Um 1900 dann galt Wiesbaden als „Weltbad“ mit jährlich rund 136.000 Besuchern, gefolgt von Baden-Baden mit circa 72.000.
Um 1900 gab es in Deutschland über 300 Kurorte (ohne Seebäder) mit insgesamt etwa 600.000 Gästen pro Jahr.

#### Trinkkur

Trinkhalle an der Quelle von Grande Grille in Vichy (Frankreich, um 1900)

Ende des 16. Jahrhunderts wurde neben der Bade- auch die Trinkkur populär, wobei wiederum nach dem gleichen Motto verfahren wurde. Die Badegäste tranken von früh bis spät unablässig aus den Mineralbrunnen, pro Tag oft 15 bis 20 Liter. Um den eher unangenehmen Geschmack des Wassers zu überdecken, wurde es mitunter mit Milch oder Wein vermischt. Gewisse Nebenwirkungen mancher Quellen galten als durchaus erwünscht; so gab es bekannte Furzbrunnen (z. B. in Bad Schwalbach) oder auch Kotzquellen (wie in Leukerbad).
Das Trinken von Heilwasser wurde bei den Wohlhabenden so beliebt, dass man im 17. Jahrhundert begann, das Brunnenwasser in Krüge abzufüllen und zu verschicken. Am Populärsten war lange Zeit das Wasser aus Niederselters in Hessen. Die Nachfrage nach diesem Selterswasser war so enorm, dass an manchen Tagen bis zu 18.000 Krüge abgefüllt und versandt wurden, zum Teil auch ins Ausland. Einen guten Ruf besaß auch das Mineralwasser aus Fachingen und das aus Bad Ems. In Frankreich war der Badeort Vichy als Mineralwasser-Lieferant führend; hier wurden 1860 circa 1,5 Millionen Flaschen gefüllt.
Da das abgefüllte Mineralwasser nicht ganz billig war, kamen Mediziner auf die Idee, künstliches Heilwasser herzustellen. Der entscheidende Durchbruch gelang dem deutschen Arzt und Apotheker Friedrich Adolph August Struve. Es gelang ihm, verschiedene Wasser chemisch zu analysieren und auch deren Geruch und Geschmack zu imitieren. Im Jahre 1820 eröffnete er eine eigene Mineralwasser-Anstalt in Dresden. Ähnliche Anstalten entstanden danach zum Beispiel in Leipzig, Berlin und Brighton. Ihnen wurden – wie in den Kurorten – Trink- und Wandelhallen angegliedert, Kurkapellen wurden engagiert.

#### Seebäder

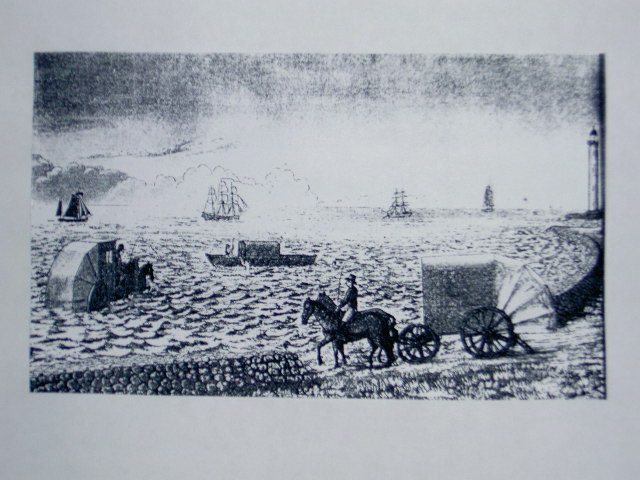
Kutscher ziehen in Cuxhaven Badekarren ins Wasser (Kupferstich von 1818)

Strandleben in Westerland auf Sylt (um 1900)

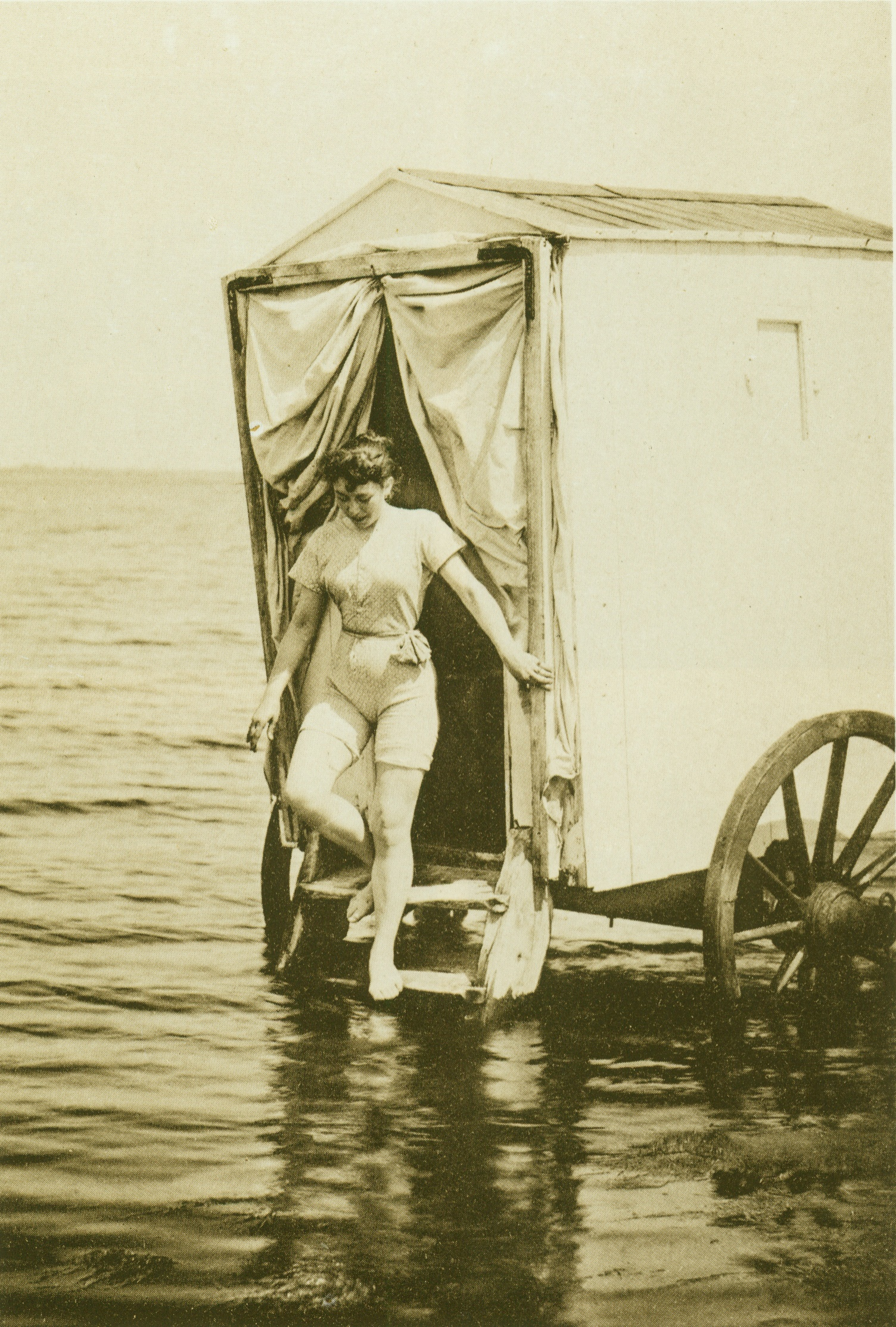
Badebekleidung 1893

Die ersten Seebäder für Adlige und Reiche gab es im 18. Jahrhundert in England: Brighton, Hastings, Scarborough, Margate, Ramsgate, Bath. Maßgeblichen Einfluss auf die britische Badekultur hatte der Mediziner Richard Russell (1687–1759), der sich intensiv mit der gesundheitsfördernden Wirkung von Meereswasser befasste und einer der Pioniere der Thalassotherapie war. Er verordnete auch Bade- und Trinkkuren mit Meerwasser bei Skrofulose. Das spätere Seebad Brighton wurde von ihm in dem kleinen Fischerdorf Brightelmstone gegründet. Berühmt wurde der Ort, als 1782 dort der Prince of Wales, der spätere britische König Georg IV., zur Kur weilte. 1801 hatte Brighton bereits 7.300 Einwohner, 1831 dann 31.000.
1787 schrieb Johann Wilhelm von Archenholz in einem Reisebericht über England: „Das Seebaden ist jetzt in England sehr Mode geworden, daher man viele an der See gelegene Orte dazu einrichtet und mit großen Bequemlichkeiten versehen hat. Es sind sogar im Meere, in einiger Entfernung vom Ufer, Häuschen auferbaut worden, die bloß zum Baden dienen. Seit wenigen Jahren werden diese Plätze von der feinen Welt erstaunlich gesucht. Die vornehmsten derselben sind: Brightelmstone, Margate, Weymouth und Scarborough.“
Das älteste französische Seebad ist Dieppe, das schon 1776 ein sogenanntes Gesundheitshaus besaß. Im 19. Jahrhundert wurde es jedoch von Biarritz als mondäner Badeort der besseren Gesellschaft überflügelt.
In Deutschland setzten sich u. a. der Schriftsteller Georg Christoph Lichtenberg und der Arzt Christoph Wilhelm Hufeland für die Einrichtung von Kurbädern am Meer ein. Am 9. September 1793 wurde das erste deutsche Seebad auf Anregung des Mediziners Samuel Gottlieb Vogel und auf Betreiben des Herzogs Friedrich Franz I. von Mecklenburg in Heiligendamm bei Bad Doberan an der Ostsee eröffnet, 1797 folgte Norderney. 1801 erhielt Travemünde seine erste Badeanstalt. Ihm folgte zum Beispiel Cuxhaven 1816 auf Veranlassung von Amandus Augustus Abendroth.

##### Frühe Nordseebäder
- Norderney (1797)
- Wangerooge (1804)
- Cuxhaven (1816)
- Wyk auf Föhr (1819)
- Helgoland (1826)
- Büsum (1837)
- Westerland auf Sylt (1855)

##### Frühe Ostseebäder
- Bad Doberan/Heiligendamm (1793)
- Travemünde (1801)
- Boltenhagen (1803)
- Goor (Putbus) (1818)
- Warnemünde (1821)
- Kiel (1822)
- Zoppot (1823)
- Swinemünde (1824)
- Sassnitz (1824)
- Heringsdorf (1825)
- Misdroy (1830)
- Haffkrug (ca. 1830)
- Borby (ca. 1830, offizielles Seebad ab 1833)
- Zinnowitz (1851)
- Scharbeutz (1851)
- Ahlbeck (Usedom) (1852)
- Koserow (1853)

Das Baden im Meer war damals etwas völlig Neues, und die Moralvorstellungen der Zeit erforderten natürlich die strikte Geschlechtertrennung sowie den Körper verhüllende Badekostüme, obwohl die Ärzte das Nacktbaden als wirksamer empfahlen. Damit nicht genug, wurden auch hier Badeboote mit „Aalkästen“ eingeführt, außerdem Badekarren, die meist von Pferden ins Wasser gezogen wurden und für sittsames Badevergnügen sorgten. In manchen Nordseebädern dienten diese Karren noch bis ins 20. Jahrhundert hinein als mobile Umkleidekabinen.
Im 19. Jahrhundert wurde die Kur endgültig zur Mode der feinen Gesellschaft, inklusive des gehobenen Bürgertums. Die große Masse der Bevölkerung blieb von diesem Vergnügen zunächst ausgeschlossen. Die im Rahmen der Lebensreform-Bewegung entstandene Freikörperkultur fand zu Beginn des 20. Jahrhunderts auch im Nacktbaden im Meer ein (damals) skandalträchtiges Öffentlichwerden. Erst nach dem Zweiten Weltkrieg entwickelte sich der Urlaub am Meer dann zu einer Erscheinung des Massentourismus.

#### Wasserkur nach Hahn, Kneipp und anderen

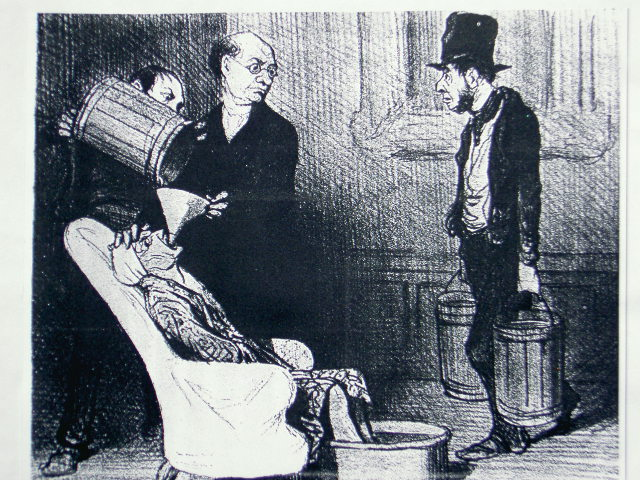
Übertreibungen der Hydrotherapie (Karikatur von Honoré Daumier, um 1850)

Kaltes Wasser wurde schon in der Antike als Heilmittel eingesetzt, doch geriet diese Form der Therapie zwischenzeitlich in Vergessenheit. In der Neuzeit entdeckte man sie wieder, und im 17. Jahrhundert erschienen verschiedene medizinische Schriften über die heilsame Wirkung kalten Wassers. Bereits 100 Jahre zuvor wurden in einzelnen Kurorten Duschbäder verordnet, kalte wohlgemerkt. Der bekannte Aachener Badearzt François Blondel beschrieb 1688 deren Anwendung. Die deutschen Pioniere der Hydrotherapie waren Siegmund Hahn und sein Sohn Johann Siegmund, beide Ärzte in Schweidnitz, die auch die „Wasser-Hähne“ genannt wurden. Hahn junior entwickelte ein erstes System der Wasserheilkunde, das er erfolgreich 1737 bei einer Typhus-Epidemie in Breslau einsetzte.
Auch in England und Frankreich wurde die Hydrotherapie im 18. Jahrhundert zunehmend bekannt. Wirklich populär wurde die Wasserkur aber durch einen medizinischen Laien, durch Vincenz Prießnitz aus dem schlesischen Gräfenberg, der nicht einmal eine Schulbildung genossen hatte. Seine Eltern hatten einen Bauernhof, und er kannte den Einsatz von kalten Umschlägen bei Pferden und Rindern. Nach einem Sturz vom Pferd wandte er die Methode erfolgreich bei sich selbst an und erwarb sich schon mit 19 Jahren einen Ruf als „Wasserdoktor“. 1826 baute Prießnitz eine Wasserheilanstalt in Gräfenberg, was den Unmut mehrerer Ärzte hervorrief, die ihn als „Kurpfuscher“ anklagten, der nicht die Berechtigung zur Behandlung habe. 1829 erhielt er jedoch von der österreichischen Regierung die offizielle Erlaubnis, Kranke aufzunehmen. Von nun an behandelte Prießnitz nahezu alle Krankheiten außer Epilepsie und Tuberkulose mit Wasserkuren. Außerdem verbot er alle Genussmittel und verordnete Bewegung. Innerhalb weniger Jahre zog seine Heilanstalt Tausende von Patienten aus dem In- und Ausland an.

Wassertreten bei Kneipp in Wörishofen (um 1900)

Es entstanden sehr bald weitere Wasserheilanstalten zum Beispiel in Elgersburg in Thüringen, in Ilmenau, Bad Liebenstein, Bad Laubach bei Koblenz im Jahre 1841, Sonneberg, Rostock, in Albisbrunn (Schweiz), Paris, Rotterdam und Sankt Petersburg. Der „Wasserpapst“ des 19. Jahrhunderts aber wurde der Priester Sebastian Kneipp, der die Hydrotherapie ebenfalls zunächst am eigenen Leib erprobte. Er verwandelte die Waschküche des Klosters in Bad Wörishofen in ein Badehaus und galt bald ebenfalls als „Wasserdoktor“. 1886 veröffentlichte er die erste Auflage seines Buches Meine Wasserkur, das innerhalb weniger Jahre 50 Auflagen erlebte. Kneipp setzte bei seiner Kneippkur vor allem auf die Wirkung von Wassergüssen und das Wassertreten. Ende des 19. Jahrhunderts gab es in Mitteleuropa über 100 größere Wasserheilanstalten unter ärztlicher Leitung, von denen einige sich bereits Kneippbad nannten.

#### Badeschiffe und Aalkästen
Seit dem frühen 18. Jahrhundert wurde das Baden in offenen Gewässern bei allen Schichten immer beliebter, da nur noch fließendes Wasser als unbedenklich galt. Fürsten der Zeit unternahmen sogar Badeausflüge mit ihrem Hofstaat. Die Aufklärung reformierte die Medizin und die Ideen über Gesundheit und Hygiene. Bewegung in der Natur wurde nun ausdrücklich empfohlen. 1761 gab es auf der Seine zum ersten Mal ein Badeschiff, eine Einrichtung des königlichen Leibbaders Jean-Jacques Poitevin. Das waren zwei miteinander verbundene Hausboote, in denen sich insgesamt 33 Badekabinen befanden, in denen man warm und kalt baden sowie duschen konnte. Genutzt wurde das Flusswasser. Zwischen den beiden Booten konnte man auch im fließenden Wasser schwimmen. Der Wiener Arzt Pascal Joseph de Ferro erfand 1781 ein Badefloß, das auf der Donau schwamm; es war am Ufer befestigt. Im Boden des Floßes befanden sich Öffnungen, durch die man über eine Leiter in einen hölzernen Gitterkasten gelangte. So badete man gewissermaßen im Käfig. Im Volksmund wurde diese Konstruktion Aalkasten genannt. Dieses Prinzip griff 2004 das Badeschiff (Berlin) wieder auf.

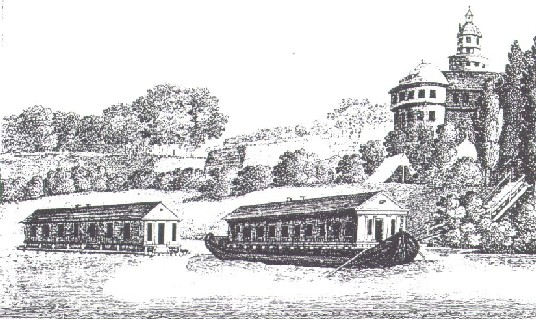
Das Badeschiff von Johann Gottfried Kohl auf dem Main bei Frankfurt

1793 folgte Hamburg diesem Beispiel und installierte ein Badefloß auf der Binnenalster in der Nähe des Jungfernstiegs. Es war täglich von 5 bis 22 Uhr geöffnet und bis 1810 in Betrieb. Seine Nachfolge trat noch im gleichen Jahr ein Badeschiff an. In Frankfurt/M. wurde im Jahre 1800 das wohl luxuriöseste deutsche Badeschiff in Betrieb genommen. Besitzer war der Arzt Johann Gottfried Kohl. Darauf gab es acht eingerichtete Badezimmer, auch eines für Familien, sowie einen Salon. Der Betreiber schrieb damals: „Man tritt vom Ufer auf zwei kleinen Brücken hinein. Rund um das Badehaus läuft eine bedeckte Galerie. Diese führt in ein Vorzimmer und acht nett möblierte Badezimmer (…) In der Nähe ist für die Gäste eine schöne Esplanade angelegt, wo sie vor und nach dem Bade Mineralwasser trinken und lustwandeln können.“

#### Volksbäder und Badeanstalten

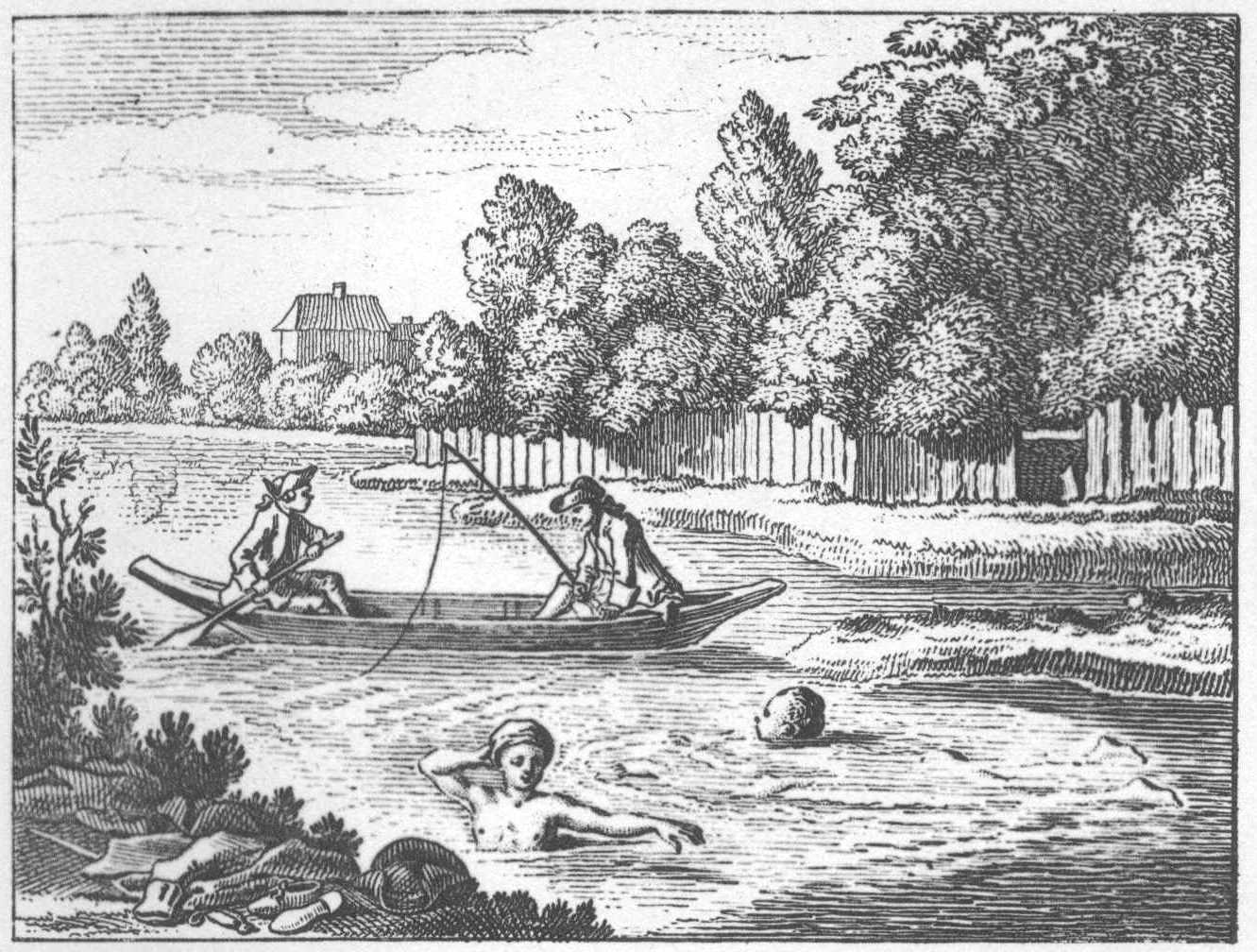
Baden als Vergnügen der Jugend (Kupferstich von Daniel Chodowiecki, 1774)

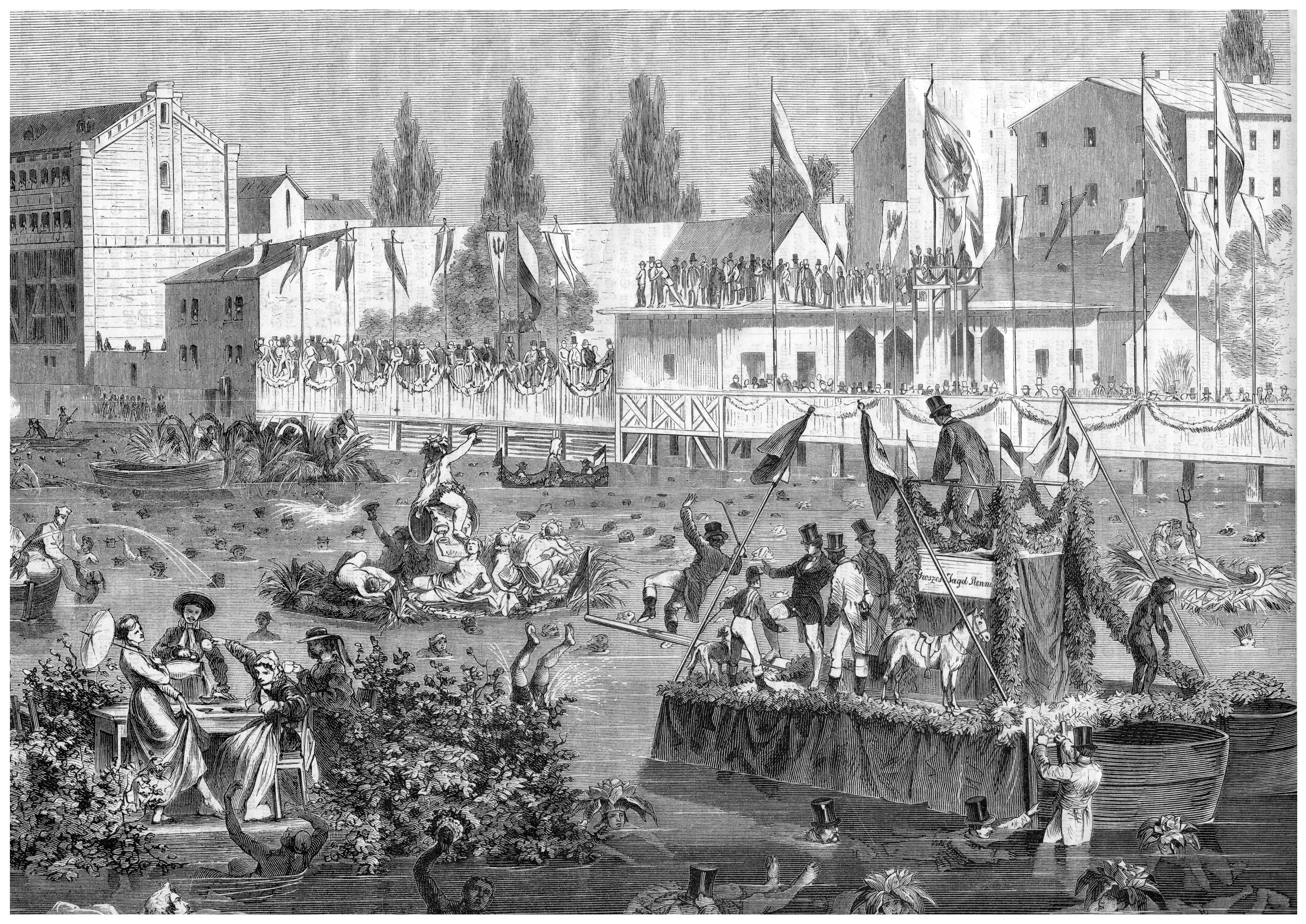
Die Feier zum 50. Jubiläum der Pfuel’schen Schwimmanstalt, 1867 in Berlin

1773 gab es in Frankfurt am Main die erste Flussbadeanstalt, 1777 in Mannheim. Im Jahre 1847 hieß es im Handbuch der Wasserheilkunde für Ärzte und Laien, es gebe in fast allen deutschen Orten Flussbäder mit Badehäuschen in Ufernähe. Von diesen Badehäusern aus gelangten die Badegäste in die bereits erwähnten „Schwimmkäfige“ (Aalkästen), denn die meisten waren Nichtschwimmer. Zwischen 1785 und 1815 ertranken in London über 3000 Menschen, etwa die Hälfte davon beim Baden. Zu den ersten Schwimmlehrern gehörten die Halloren, ursprünglich Salzsieder aus Halle und Umgebung, die bereits als Kinder schwimmen lernten. Als Folge der Aufklärung wurde dem Schwimmen als Mittel der körperlichen Ertüchtigung ab dem 18. Jahrhundert größere Bedeutung beigemessen. Der Pädagoge GutsMuths veröffentlichte 1798 ein Kleines Lehrbuch der Schwimmkunst zum Selbstunterricht. Der Preuße Ernst von Pfuel gründete 1811 die erste Schwimmanstalt in Prag, 1817 dann in Berlin die erste preußische Militärschwimmanstalt. Ähnliche Anstalten entstanden wenig später in anderen Städten, zunächst aber nur für Männer.

Das öffentliche Bad Gymnase Nautique in Paris wurde 1856 eröffnet. Es verfügte über Wandelgänge und ein Glasdach.

Mitte des 19. Jahrhunderts entstanden dann die ersten öffentlichen Badeanstalten in Gebäuden. Vorher behalfen sich die Menschen in Großstädten z. B. mit mobilen Bädern. Ein Franzose ließ sich 1822 einen Badekarren mit Wanne patentieren, in den ein Heizofen eingebaut war. Im Jahre 1836 gab es in Paris über 1000 Besitzer solcher Karren, die heiße Wannenbäder verkauften. Aber auch diesen Luxus konnten sich natürlich nur die Begüterten leisten. Dem einfachen Volk blieben zumindest im Winter nur Holzzuber und Waschschüssel.
Im 18. Jahrhundert wurde in England und Deutschland eine neue Form des Schwitzbades eingeführt, das russische Dampfbad. In Deutschland entstand das erste 1781 in Berlin. Wesentlich bekannter wurde das Mariannenbad, das 1818 dort eröffnet wurde. In der Folge entstanden solche Bäder in vielen deutschen Städten und auch in Wien und Prag. Ein solches Dampfbad ließ auch Friedrich der Große in seinem Schloss in Potsdam einrichten. Eine weitere Variante des Dampfbads wurde in Deutschland als irisch-römisches Bad bezeichnet und zum Beispiel in Baden-Baden eingeführt; in Großbritannien hießen diese Dampfbäder dagegen Turkish Bath (türkisches Bad).
Die ersten modernen Volksbäder entstanden in England. Wegweisend war eine 1842 in Liverpool eröffnete öffentliche Bade- und Waschanstalt für die arbeitende Klasse, die 28 Badekammern hatte sowie zwei Schwimmbecken und ein Wäschehaus. London folgte diesem Beispiel.
Das erste deutsche Volksbad entstand 1855 in Hamburg am Schweinemarkt. Es verfügte über 65 Badewannen und 56 Waschstände zum Wäschewaschen. Finanziert wurde der Bau mit Hilfe von Aktien und Spenden reicher Bürger. 1860 eröffnete in Magdeburg die erste öffentliche Badeanstalt mit einem Schwimmbecken. Die damals größte Einrichtung dieser Art war das Dianabad in Wien mit 104 Kabinen. Außerdem gab es in der Stadt vor 1875 drei weitere große Bäder. Die erste belgische Badeanstalt gab es in Brüssel (1854), die erste der Schweiz war die Bad- und Waschanstalt Winterthur (1864). Das damals sehr reiche St. Gallen folgte dann mit dem Volksbad erst 1906, dafür war dieses Bad groß und modern.

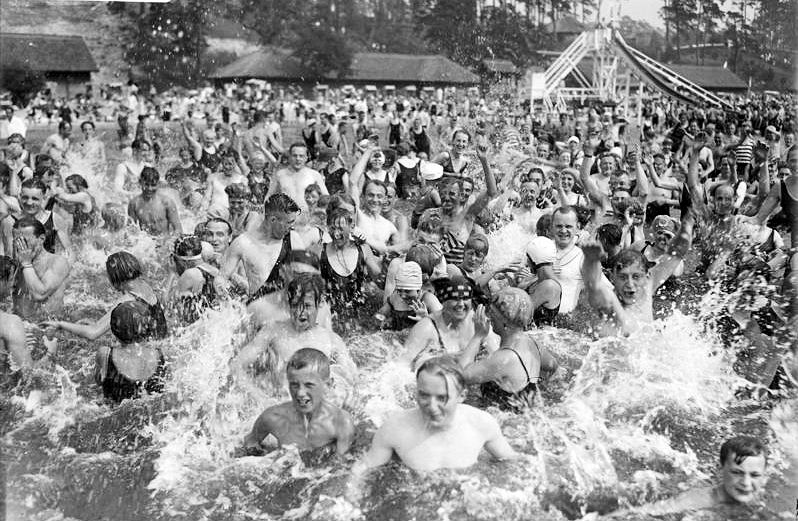
Badende im Wannsee (1929)

Das Volksbad St. Gallen bei seiner Eröffnung 1906. Es ist seither kaum verändert worden.

1905 entstand am Starnberger See das erste Bad in Deutschland, das Wellen durch eine Wellenmaschine erzeugte.

Aus Meyers Konversationslexikon von 1889: 

„Seit 25 Jahren sind auch in Deutschland Badeanstalten errichtet worden, zunächst die nach englischem Vorbild, jedoch ohne Schwimmbad gegründete Wasch- und Badeanstalt in Hamburg und nach ähnlichen Prinzipien die mit Schwimmbädern, Wannenbädern und Waschständen versehenen Aktienunternehmungen in Berlin.“ Dort hatten tatsächlich nur die beteiligten Aktionäre die Möglichkeit, ein Bad zu nehmen. „Das für Gesunde und zu Kurzwecken bestimmte Admiralsgartenbad enthält außer einer Abteilung für Wannenbäder erster und zweiter Klasse mit über 100 Zellen eine Abteilung für römisch-irische, russische, Douche- und Krankenbäder sowie ein großes (…) mit Eisen und Glas überdachtes Schwimmbasin.“

Die Ausstattung der verschiedenen Bäderarten beschreibt Meyers Konversationslexikon wie folgt:

„Die Wannenbäder, welche entweder mit Metall- oder gemauerten Wannen und gewöhnlich mit Brausen versehen sind, werden meist in größerer Zahl innerhalb eines größern Raums von ca. 3 m Höhe durch ca. 2 m hohe (…) Zwischenwände (…) abgeschieden (…). Ein Tisch, Stühle, ein kleines Sofa etc. vervollständigen die innere Ausstattung. Werden diese Wannenbäder geräumiger angelegt und mit mehr Eleganz und Komfort ausgestattet, so erhalten dieselben den Namen Salonbäder. (…) Die Reinigungsbäder, welche das Bedürfnis nach Erfrischung und gründlicher Reinigung des Körpers auf die einfachste, Zeit, Raum und Kosten ersparende Weise befriedigen sollen, bestehen meist aus reichlich temperierten (…) Fußbädern (…) nebst darüber angebrachten Brausen. Die Douchebäder (…) enthalten meist eine Auswahl verschiedener kalter und warmer Douchen, welche als Regen- und Schlauchdouchen und hierbei als sogen. Kopf-, Seiten- und Sitzdouchen von oben, von allen Seiten und von unten wirken.“

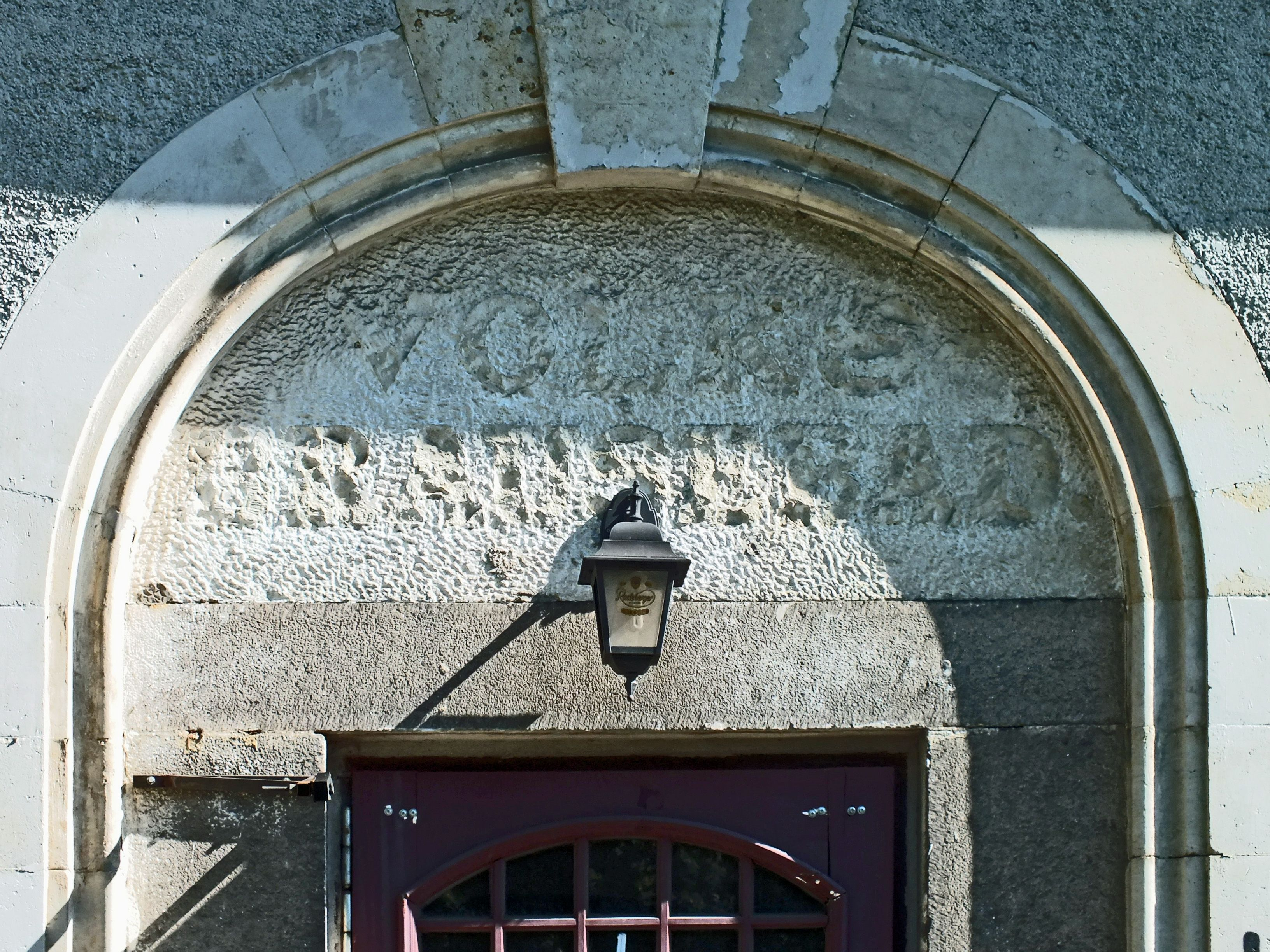
Das Volksbrausebad von Oskar Lassar auf der Berliner Hygieneausstellung 1883

Den öffentlichen Durchbruch, was die Akzeptanz solcher Einrichtungen angeht, schaffte der Berliner Dermatologe Oskar Lassar, der 1874 den Berliner Verein für Volksbäder gründete, dessen Motto lautete: Jedem Deutschen wöchentlich ein Bad! Damit waren keine Wannen-, sondern in erster Linie Brausebäder gemeint; heute spricht man allgemein vom Duschen. Der entscheidende Erfolg bei der Durchsetzung des Volksbrausebads kam mit der Berliner Hygieneausstellung im Jahre 1883. Lassar hatte dort eine 8 mal 5 Meter große Wellblechbude aufgebaut mit insgesamt zehn Duschzellen für Frauen und Männer. Hier konnte jeder während der Ausstellung für 10 Pfennig ein Brausebad nehmen inklusive Seife und Handtuch. Die Wassertemperatur betrug allerdings nur etwa 28 Grad Celsius, war also eher lau als warm. Die Nachfrage war außerordentlich überzeugend. In der Zeit vom 10. Mai bis zum 30. Juli nutzten insgesamt 7300 Personen das Angebot.
1887 wurde in Wien das erste reine Volksbrausebad ohne Badewannen eröffnet.

#### Private Bäder
Private Badezimmer gab es schon im alten Rom und in Ägypten, aber sie waren den Wohlhabenden vorbehalten. Im Mittelalter verfügte zunächst nur der Adel über eigene Badegelegenheiten. Die Ausstattung bestand im Wesentlichen aus einem großen Holzzuber, der zum Schutz vor Splittern mit einem Tuch ausgelegt wurde. Das Wasser für das Bad musste vom Brunnen herangeschafft und über dem Feuer erhitzt werden. An manchen Höfen hatte dieser Zuber noch einen Baldachin aus Stoff, so dass man auch ein Dampfbad nehmen konnte. Außerdem gab es eine Waschschüssel, um Gesicht, Hände oder Füße zu waschen. Wie oft tatsächlich gebadet wurde, ist unsicher. Françoise de Bonneville (siehe Literatur) geht davon aus, dass der Herzog Johann Ohnefurcht etwa alle drei Wochen badete, sein Sohn Philipp der Gute nur alle vier Monate.
Im Spätmittelalter, der Blütezeit der mittelalterlichen Badekultur, gehörte das gemeinsame Bad in Adelskreisen zum Hofzeremoniell. Eduard IV. von England empfing 1472 den Gesandten des Herzogs von Burgund im Bad. Es war ein Zeichen der Gastfreundschaft, die Gäste vor einem Festmahl zum Baden einzuladen. Und es kam beim Adel regelrecht in Mode, im Badezuber Besuch zu empfangen. Die Adelssitze verfügten auch über separate Schwitzbäder. Die herrschaftlichen Baderäume waren teilweise sehr kostbar ausgestattet, etwa die von Philipp II. von Baden, der ein großes verzinntes Badebecken mit Bänken besaß.
Zum Ende des 16. Jahrhunderts veränderte sich die Badekultur in Mitteleuropa. Man badete nur noch selten aus hygienischen Gründen, besonders das gemeinsame Baden in Becken oder Wannen wurde aus medizinischen Gründen unterlassen. Die Körperpflege beschränkte sich vornehmlich auf Gesicht, Hände und Füße. Häufig wurde nur noch als Teil einer ärztlichen Kur gebadet. Stattdessen führten der Adel und die Patrizier die Unterwäsche ein, die den Schweiß (und den Schmutz) aufnahm und häufig gewechselt wurde. Der französische Arzt Louis Savot schrieb 1624: „Wir können eher auf das Baden verzichten als unsere Vorfahren, weil wir Leibwäsche verwenden, die uns hilft, den Körper auf bequemere Art sauberzuhalten, als es die Bäder und Dampfbäder der Vorfahren vermochten (…).“
An die Stelle des Badens trat im 17. Jahrhundert also vermehrt die „Toilette“, d. h. pudern, parfümieren und schminken, bei Frauen wie Männern. Bei der Körperpflege spielten Badezimmer nur eine Nebenrolle, während der Toilettentisch zum zentralen Accessoire der täglichen Hygiene wurde. Dennoch wurden in den Schlössern weiterhin luxuriöse Bäder eingerichtet, einige dienten nur zur Repräsentation des barocken Reichtums, andere waren voll funktionsfähig und wurden nur zu besonderen Anlässen genutzt. Hauptsächlich bediente man sich jedoch auch in den Palästen des 17. Jahrhunderts mobiler Badewannen, so dass fest installierte Bäder häufig unnötig waren, im Schloss von Versailles soll es unter Ludwig XIV. über 100 mobile Wannen gegeben haben – aber kein fließendes Wasser. Das änderte sich unter Ludwig XV. Man empfand nun mobile Wannen als unkomfortabel und begann verstärkt intimere Badezimmer in die Schlösser einzubauen. Dort hielt man sogar hof. Die französische Schriftstellerin Madame de Genlis (1746–1830) berichtet in ihren Memoiren: „1776 badete ich in Rom oft jeden Abend. Sobald ich mich im Bad befand, rief man den Kardinal de Bernis herbei, der mit seinen Neffen kam. Dann unterhielten wir uns eine Dreiviertelstunde.“
Die Dusche war schon im 16. Jahrhundert bekannt. Michel de Montaigne berichtete 1581 von einem Aufenthalt in Italien: „Man hat auch einen Tropfapparat, der la doccia genannt wird. Er besteht aus Rohren, durch die heißes Wasser auf verschiedene Körperteile, besonders auf den Kopf, geleitet wird; das Wasser ergießt sich in stetigen Strömen auf dich (…) Das Wasser stammt aus einer Quelle (…).“ Im 17. Jahrhundert waren Duschbäder mit warmem Thermalwasser Teil der Kuranwendungen in Aachen. Es wurde nach oben in ein Reservoir gepumpt, von wo es als Guss auf die Badegäste niederging. Ab 1870 wurden verschiedene moderne Duschapparate entwickelt, für die damals der Ausdruck Brause üblich war.
Im 18. Jahrhundert kamen die modernen Badewannen aus Metall auf, meist aus verzinntem Kupfer. Adlige Damen badeten wie Madame de Genlis damals gern in Gesellschaft im Salon; die Wannen waren nicht eingebaut, sondern immer noch mobil. Außerdem wurde die Sitzbadewanne eingeführt, die es auch in weitgehend geschlossener Form gab und die dann aussah wie ein Stiefel. In einem solchen Modell wurde Jean Paul Marat ermordet. In Deutschland gab es dafür auch den Ausdruck Badestuhl. Im 19. Jahrhundert gab es ihn auch mit einem eingebauten Ofen zum Erhitzen des Wassers sowie einer zusätzlichen Brause. Sitzwannen hatten den Vorteil, dass man für das Bad weniger Wasser brauchte. 1889 ließ sich Carl Dittmann eine Schaukelbadewanne patentieren, die etwa 20 Jahre lang sehr populär war. In ihr ließ sich das Wasser durch Hin- und Herschaukeln in ein „Wellenbad“ verwandeln.
Ebenfalls im 18. Jahrhundert wurde in Frankreich das Bidet eingeführt und damals von Frauen und Männern zur Intimreinigung benutzt. Der wahrscheinlich prominenteste Bidetnutzer war Napoleon, der gleich mehrere Modelle besaß. In Deutschland, England und den USA konnte sich das Bidet dagegen nicht durchsetzen, denn in diesen Ländern galt sein Gebrauch als „unanständig“. In den USA hat sich daran bis heute nichts geändert.
Im 19. Jahrhundert wurde der Körperreinigung in England große Bedeutung beigemessen. Der Philosoph Hippolyte Taine schrieb um 1860: „In meinem Zimmer (…) (befinden sich) zwei Waschtische (…), dazu zwei Porzellanschüsseln (…) Außerdem ein dritter ganz niedriger Waschtisch, ein Eimer, eine weitere Schüssel, eine große flache Zinkwanne für die Wäsche am Morgen. (…) Der Diener kommt viermal täglich ins Zimmer: Morgens bringt er einen großen Eimer mit heißem Wasser (…) mittags und um sieben Uhr abends bringt er Wasser und alles, damit sich der Gast vor dem Mittag- und Abendessen waschen kann; abends (…) bereitet (er) die Wanne vor und erneuert die Wäsche (…).“

Die gesamte Ausstattung wird noch in einem normalen Wohnraum untergebracht. Erst um 1900 werden in Bürgerhäusern auch separate Badezimmer eingerichtet, die eine Badewanne und ein Waschbecken enthielten. Um 1850 kamen die ersten Gasboiler auf den Markt; seit etwa 1870 gab es in den Städten auch fließendes Wasser. Während die englischen Badezimmer oft mit Holz verkleidet waren und noch ein Sofa und einen Tisch enthielten, waren die amerikanischen Bäder weiß gekachelt und sehr funktional. Dieser Stil setzte sich allmählich auch in Europa durch. Der Großteil der Bevölkerung musste jedoch bis ins 20. Jahrhundert hinein ohne Badewanne oder Dusche auskommen.

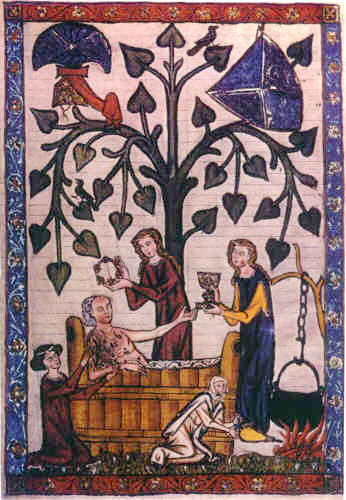
Adliger beim Bad in einem Holzzuber (um 1300)
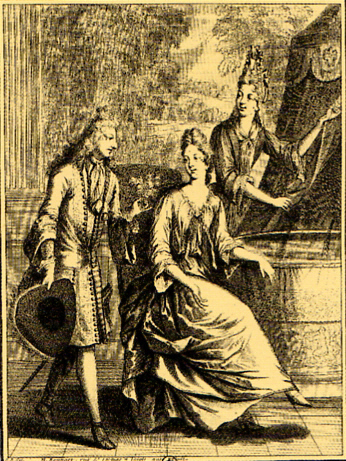
Französische Hofdame vor dem Heilbad (um 1700)
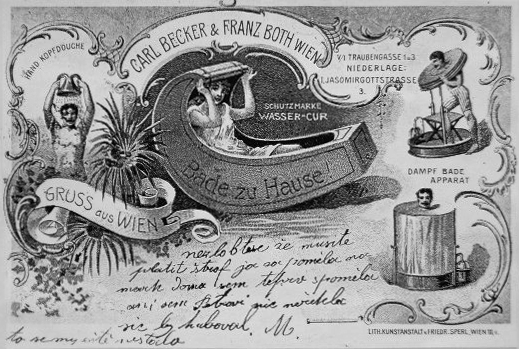
Postkarte mit der Abbildung einer Schaukelbadewanne und diverser „Badeapparate“
Ein Badezimmer in London (1895)
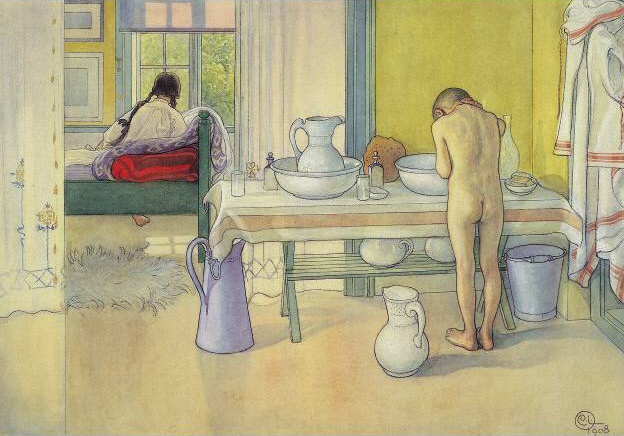
Körperreinigung an einem Waschtisch (Gemälde von Carl Larsson, 1908)

## Japanische Badekultur

### Kurze Geschichte

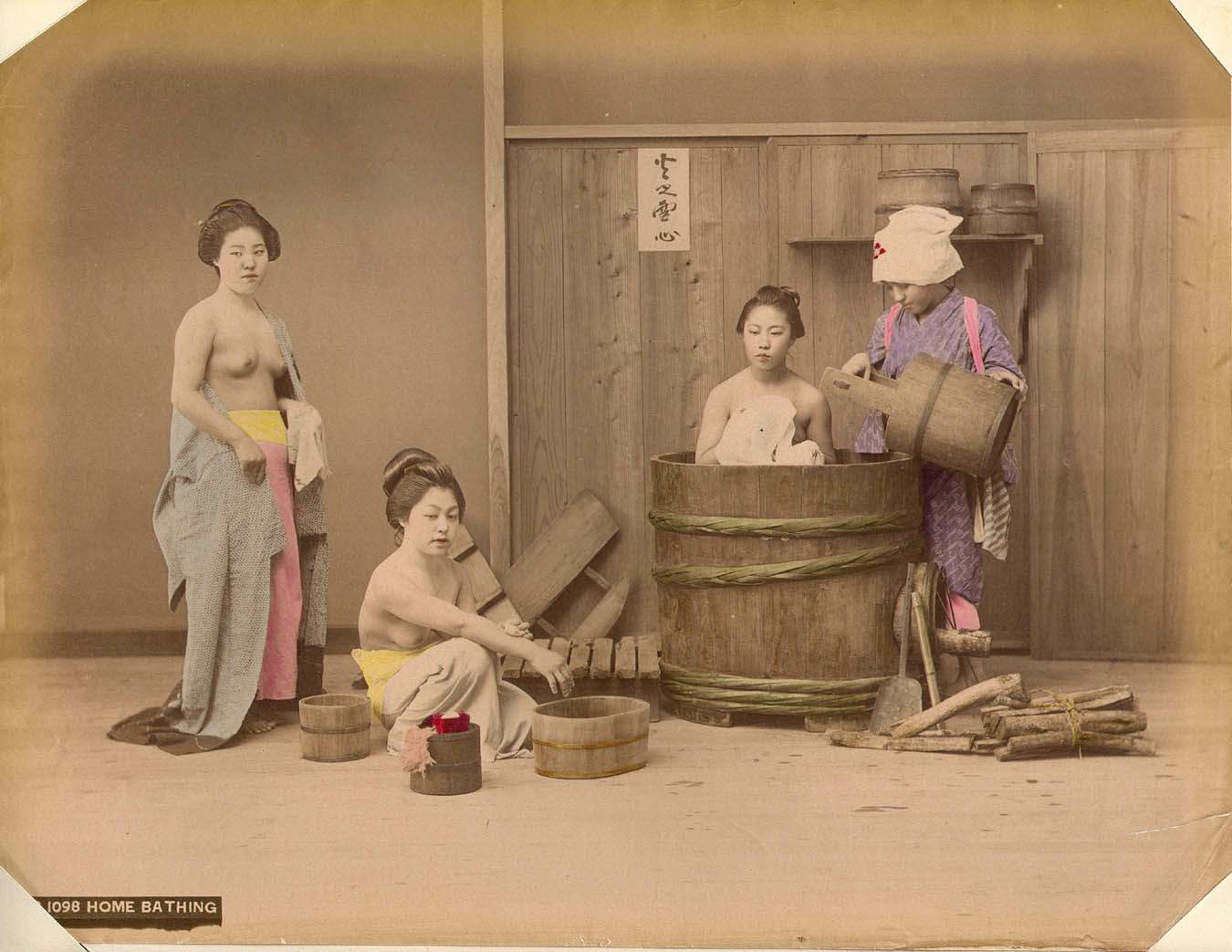
Japanerinnen beim privaten Bad in einem beheizten Holzzuber (um 1890) - nachgestellte Szene von Kusakabe Kimbei

Reinigung hat in Japan nicht nur etwas mit Hygiene zu tun, sondern ist ein Aspekt, der die gesamte Kultur prägt. Unreinheit jeder Art – körperlich wie seelisch – gilt als Quelle vieler Übel und Krankheiten, und zwar bei dem Betreffenden selbst, aber auch bei seinem sozialen Umfeld. Sie ist daher unbedingt zu vermeiden bzw. zu beseitigen. Daher werden japanische Wohnungen nie in Straßenschuhen betreten, gibt es spezielle Schuhe für die Toilette und man schüttelt sich nicht die Hände. Als die wichtigsten Formen von Unreinheit gelten in Japan Tod, Geburt, Verbrechen, Krankheit und Menstruation. Für jeden Fall gibt es bestimmte Rituale. Nach einer Geburt ist zum Beispiel ein Geburtsbad für Mutter, Kind und Vater vorgeschrieben.

### Private Bäder
Heute verfügen die meisten Wohnungen in Japan über ein Badezimmer (ofuro), was bis vor etwa 30 Jahren häufig noch nicht der Fall war. Da das Baden Teil des sozialen Lebens ist, baden die Mitglieder einer Familie im Allgemeinen gemeinsam in einer Wanne (Badebottich). Mitunter werden auch Gäste als Teil der Gastfreundschaft zum Bad eingeladen. Ist die Wanne nicht groß genug für alle, wird nach alter Tradition in hierarchischer Reihenfolge gebadet: zuerst das Familienoberhaupt, dann die Männer nach absteigendem Alter, schließlich ebenso die Frauen.
Das Badewasser ist in Japan wesentlich heißer als gewöhnlich in Mitteleuropa, die Temperatur beträgt in der Regel deutlich über 40 Grad Celsius. In der medizinischen Fachliteratur sind 47 Grad als für den Menschen erträglich belegt. Die Hitze gilt als Voraussetzung für völlige Entspannung. Sehr wichtig ist, sich vor dem Wannenbad gründlich mit Seife zu reinigen und abzuspülen, um das Badewasser nicht zu verunreinigen. Das eigentliche Bad dient also nicht der Reinigung, sondern dem sozialen Kontakt und dem Wohlbefinden. Bis zum 19. Jahrhundert verwendete man in Japan übrigens keine Seife, sondern rieb die Haut mit bestimmten Kräutern oder Reiskleie ab; das war gleichzeitig ein natürliches Peeling.

### Öffentliche Bäder

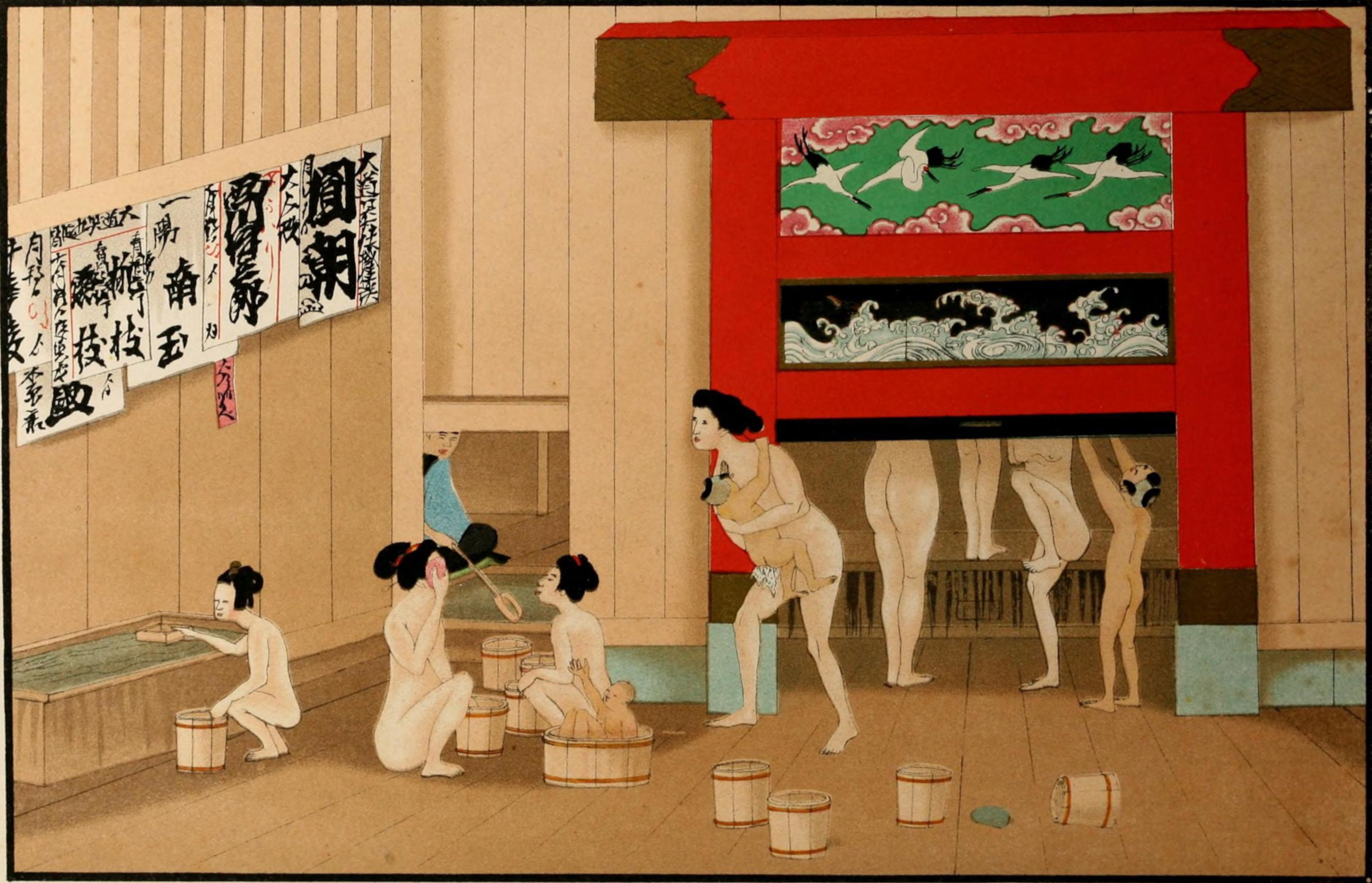
Weibliche Badegäste reinigen sich in einem Sentō (Holzschnitt, 1867)

Bei den öffentlichen Bädern unterscheidet man zwischen denen mit natürlichen heißen Quellen, Onsen genannt, und den übrigen, die Sentō heißen. Da Japan in einer vulkanisch aktiven Region liegt, gibt es sehr viele heiße Quellen, von denen sich über 2000 in Badeanlagen befinden. Die meisten Onsen gibt es in freier Landschaft, aber man findet sie auch in Städten. In Tokio zum Beispiel existieren etwa 25 Onsen-Badehäuser. Orte mit bekannten Heilquellen sind Kurorte nach westlichem Vorbild.
In einem Onsen befinden sich die meisten Becken im Freien (rotenburo), die mitunter unterschiedlich temperiert sind. Extrem heiße Quellen, in denen sich auch die hitzeerprobten Japaner nur wenige Minuten aufhalten können, heißen jigoku (Hölle). Viele Onsen verfügen zusätzlich über Saunen, Wellness-Angebote und Therapiezentren. Für das öffentliche Bad gelten die gleichen Regeln wie für das private, stets geht die Reinigung voraus. Im Allgemeinen wird in den japanischen Badehäusern nackt gebadet, Badekleidung ist also nicht gestattet.
Vor dem 7. Jahrhundert badeten die Japaner höchstwahrscheinlich überwiegend in den zahlreichen Quellen im Freien, denn es gibt keine Hinweise auf geschlossene Bäder. Im 6. bis 8. Jahrhundert (Asuka- und Nara-Periode) wurde die Religion des Buddhismus von China übernommen, was starke Auswirkungen auf die gesamte Kultur des Landes hatte. Zu jedem buddhistischen Tempel gehörte traditionell auch ein Badehaus (yuya) für die Mönche. Diese Badehäuser wurden im Laufe der Zeit auch für die übrige Bevölkerung geöffnet, denn das Prinzip der Reinheit spielt im Buddhismus eine große Rolle. Private Bäder besaßen aber nur die Wohlhabenden.

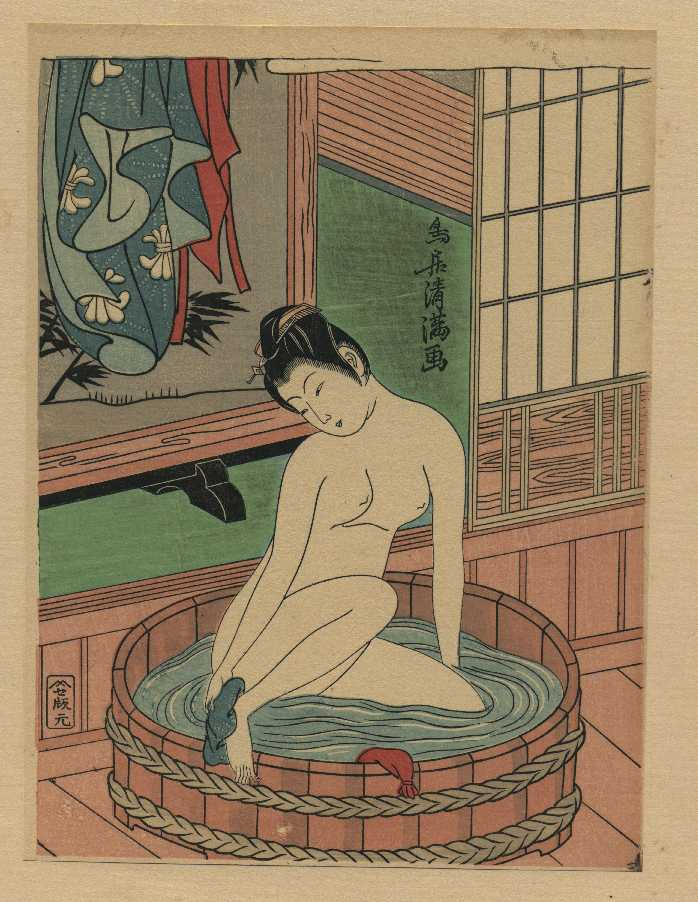
Japanerin badet in einem Holzzuber (Holzschnitt von Torii Kiyomitsu, Ende 18. Jahrhundert)

Das erste öffentliche Badehaus wird 1266 erwähnt. In Tokio entstand das erste Sentō im Jahre 1591. Die frühen Bäder waren Dampf- bzw. Schwitzbäder, genannt iwaburo (Steinbäder) oder kamaburo (Ofenbäder). Es handelte sich um natürliche oder künstliche Felsenhöhlen oder um steinerne Gewölbe. In den iwaburo entlang der Küste wurde das Gestein durch das Verbrennen von Holz erhitzt; dann goss man Meerwasser über die Felsen und erzeugte so Dampf. Der Eingang zu diesen „Badehäusern“ war sehr klein, damit der Dampf nicht entwich. Es gab keine Fenster, so dass es im Innern sehr dunkel war und die Benutzer sich ständig räusperten oder hüstelten, um neu Eintretenden zu signalisieren, welche Plätze bereits besetzt waren. Die Dunkelheit ließ sich aber auch für sexuelle Kontakte nutzen, denn es gab keine Trennung nach Geschlechtern, und so kamen diese Bäder in Verruf. Sie wurden schließlich 1870 aus hygienischen und moralischen Gründen abgeschafft.
Am Anfang der so genannten Edo-Zeit (1603–1867) gab es zwei verschiedene Bädertypen. In Tokio (das damals Edo hieß) waren Heißwasser-Bäder (yuya) üblich, während es in Osaka Dampfbäder (mushiburo) gab. Zu dieser Zeit war weiterhin das gemeinsame Bad von Frauen und Männern die Regel. Bei den männlichen Besuchern, gerade auch bei den Samurai, sehr beliebt waren Badehäuser, die „Bademädchen“ (yuna) beschäftigten, die den Gästen den Rücken schrubbten, die Haare wuschen etc. Einige boten gegen Bezahlung offenbar aber auch Liebesdienste an. 1841 wurde die Beschäftigung von yunas generell verboten, außerdem das gemeinsame Baden beider Geschlechter. Die Geschlechtertrennung wurde allerdings von den Betreibern der Badehäuser häufig missachtet, oder die Bereiche für Männer und Frauen wurden nur symbolisch durch eine Leine getrennt. Das zog erneute offizielle Verbote nach sich. Heute baden in fast allen Sentō Männer und Frauen in getrennten Räumen. Es gibt mittlerweile auch Einzelwannen.

## Islamische Badekultur

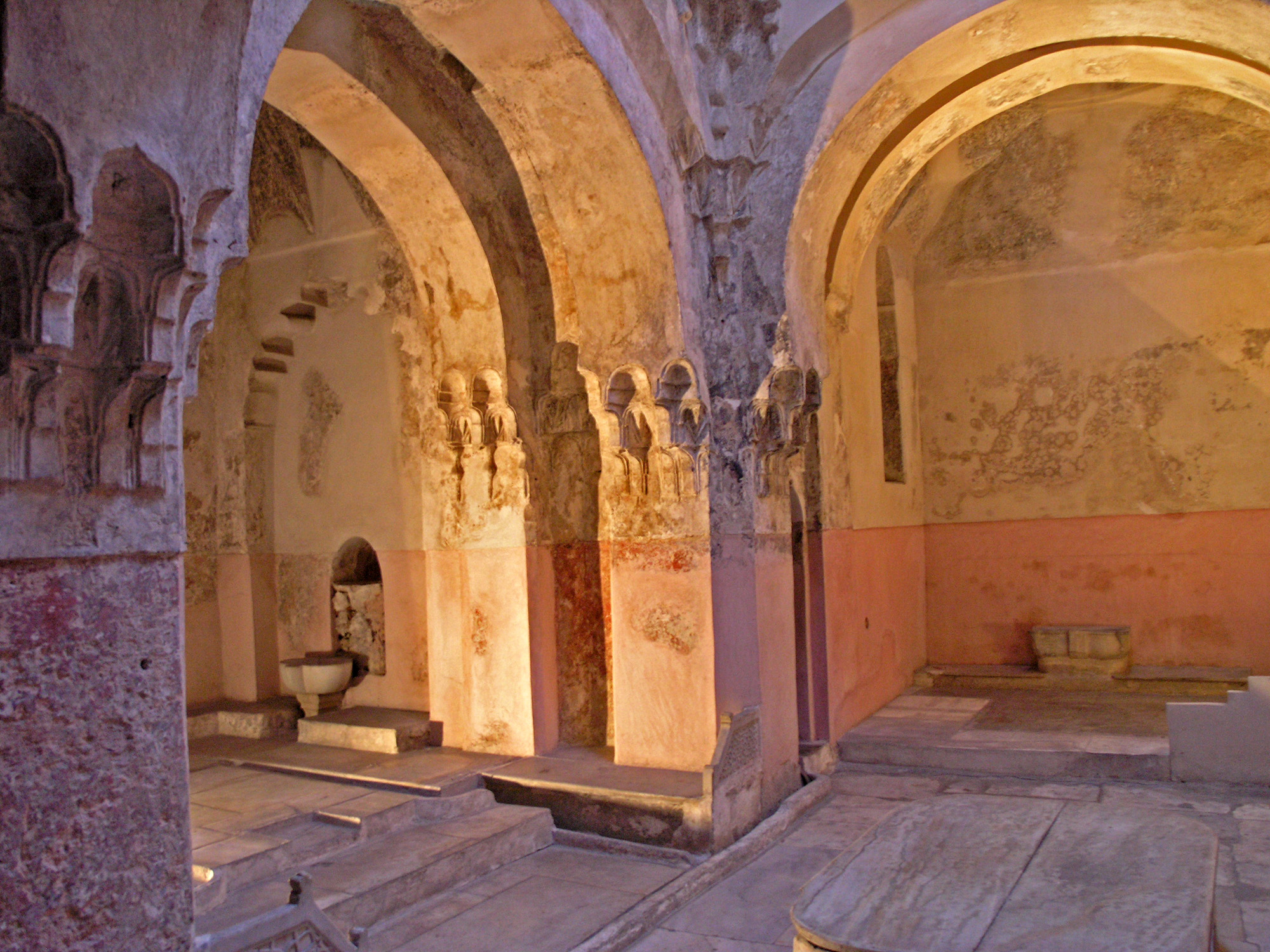
Bey-Hammām in Thessaloniki (museal erhalten)

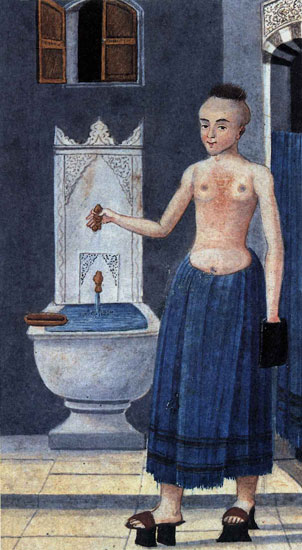
Ein Tellak mit Stelzensandalen zum Schutz vor der Fußbodenhitze im Hamam (Werk des Enderûnlu Fâzıl, 18. Jh.)

Die Badekultur in islamischen Ländern ist eng mit dem Glauben verknüpft. Allah liebt die sich Bekehrenden und die sich Reinigenden, heißt es im Koran. Ähnlich wie im Buddhismus gibt es eine Verbindung von körperlicher und seelischer Reinheit bzw. Unreinheit. Der Islam kennt daher zahlreiche rituelle Bäder zu bestimmten Anlässen. Im Grunde ist jedes Bad auch ein Ritual. Gläubige Muslime beten fünfmal am Tag, und vor jedem Gebet ist eine Waschung mit fließendem Wasser (Wudū') vorgeschrieben. Daher gibt es in vielen Moscheen einen Waschraum. Unter den Umayyaden (660 bis 750) wurden noch weiter Badehäuser im byzantinischen Stil erbaut und teilweise mit prächtigen figürlichen Malereien ausgestattet. Da der Koran zur Reinigung kein „stehendes Wasser“ zulässt, wurden in den Ländern, die die islamische Religion übernahmen, jedoch schon sehr bald die Badehäuser und Thermen nach römischem Vorbild geschlossen. Dafür entwickelte man eine eigene Badekultur, die vor allem auf dem Schwitzbad basiert. Diese öffentlichen Badehäuser heißen Hammām. Ibn Chaldūn berichtet, dass es in Bagdad unter al-Ma'mūn (813–833) 65.000 öffentliche Bäder gab.
Architektonisch ähneln Hammāms den römischen Thermen, allerdings sind sie in der Größe stark reduziert. Im Innern gibt es im Wesentlichen drei Bereiche: den Umkleideraum, einen mäßig warmen Raum und einen heißen Raum. Es gibt grundsätzlich keine Seitenfenster, das Licht fällt durch ein Oberlicht in der Deckenkuppel. Die Badegäste in einem Hammām sind nicht nackt, sondern mit einem Tuch bekleidet, das dort ausgegeben wird. Für das Reinigungsritual sind meist männliche Bedienstete zuständig, die auf Türkisch tellak heißen. Männer und Frauen baden stets getrennt, also in getrennten Hammāms oder zu unterschiedlichen Zeiten.
Im mäßig warmen Raum mit etwa 35 Grad Celsius kann sich der Körper langsam an die Wärme gewöhnen. Danach geht es in den heißen Raum. Statt des römischen Wasserbeckens gibt es hier in der Mitte den so genannten Seifenstein oder Bauchstein, eine Art Liege aus Stein oder Marmor, die hypokaustisch beheizt wird. Entlang der gefliesten Wände gibt es kleine „Schwitznischen“ und Wasserhähne, um den Schweiß abzuspülen; die Luft in diesem Raum ist heiß und feucht. In diesen Nischen sitzen die Badegäste dann nackt. Vor dem Schwitzen steht jedoch traditionell die Seifenmassage auf dem Seifenstein, die Sache des Tellak ist. Dabei wird die Haut nicht nur gründlich eingeseift, sondern auch mit einem Ziegenhaar-Handschuh abgerubbelt, ehe der Schaum abgespült wird.

Der Besuch eines Hammām diente in islamischen Ländern vor allem früher auch der sozialen Kontaktpflege und dem Austausch von Neuigkeiten; das Damenbad galt auch als „Heiratsbörse“ – die Mütter hielten hier hautnah Ausschau nach einer geeigneten Braut für die Söhne. Die starke Verbreitung privater Badezimmer hat jedoch in den letzten Jahrzehnten zur Schließung vieler öffentlicher Badehäuser geführt; in der Türkei werden sie mittlerweile vor allem von Touristen besucht.

## Jüdisches Ritualbad
Auch in der jüdischen Religion spielt Reinheit im wörtlichen und übertragenen Sinne eine große Rolle. Die Tora schreibt vor, in welchen Fällen ein rituelles Tauchbad zu nehmen ist, zum Beispiel nach bestimmten Krankheiten, für Frauen nach der Geburt eines Kindes und nach der Menstruation. Jede jüdische Gemeinde besitzt ein solches Tauchbad. Das Wasser im Tauchbecken muss wie im Islam fließend sein, so dass oft Grundwasser genutzt wird. Es muss mindestens 800 Liter Wasser enthalten. Der Zweck des Tauchbades ist nicht die körperliche Reinigung, sondern die rituelle Reinheit.

## Isländische Badekultur
Island hat auf Grund der natürlichen Vorkommen heißer Quellen seit dem Mittelalter eine besondere Badekultur entwickelt. So gibt es in fast jedem größeren Ort ein eigenes Thermalbad. Neben der zunehmend auch touristischen Bedeutung sind isländische Badeanstalten vor allem ein Ort sozialer Interaktion.

## Badekultur in der Malerei
Badeszenen waren schon im Mittelalter ein beliebtes Motiv der Maler. Da meistens unbekleidete Frauen dargestellt werden – nur selten Männer – ging es allerdings oft wohl weniger um das Baden an sich als vielmehr um einen äußeren Rahmen für ein Aktmotiv. Die dargestellten Szenen entsprangen daher oft der künstlerischen Fantasie. Aus dem Mittelalter sind illustrierte Stundenbücher erhalten, die Badeszenen enthalten. Überaus beliebte Motive waren die biblischen Szenen von Bathseba im Bade, die von König David beobachtet wird, oder Susanna im Bade im Visier lüsterner Greise. In der Wenzelsbibel ist eine nackte Bademagd ein immer wiederkehrendes Motiv. Die Illustratoren verstanden es offenbar – sicher im Sinne ihrer Auftraggeber – die religiöse Andacht mit erotischen Motiven zu verbinden.
Im Hochmittelalter wurden Badestuben zu einem populären Motiv der Malerei, wobei die teilweise recht deutlichen Darstellungen von sexuellen Annäherungen vermutlich auf reale Beobachtungen zurückgingen. In der Zeit der Renaissance und des Barock war das Baden besonders als Allegorie beliebt, bei der antike Götter und Nymphen beim Baden beobachtet wurden, so etwa bei Tizian und Boucher. Aber auch die Darstellungen von badenden Damen im Fluss waren anzutreffen.
Im 19. Jahrhundert erlebte das Baden als Sujet einen enormen Höhepunkt, und zwar sowohl bei den Vertretern des Klassizismus als auch denen des Realismus und des Impressionismus. Edgar Degas hat weit über 100 Bilder mit Badeszenen gemalt. Mitunter arbeiteten die Maler mit Modellen, doch gerade die im 19. Jahrhundert sehr beliebten orientalischen Haremsmotive und Szenen aus dem Hammām basierten eindeutig rein auf künstlerischer Fantasie, denn der Zugang zu einem islamischen Frauenbad war Männern grundsätzlich nicht gestattet. Auch in der Kunst des 20. Jahrhunderts, vor allem bei den deutschen Expressionisten, sind Badende ein beliebtes Motiv.

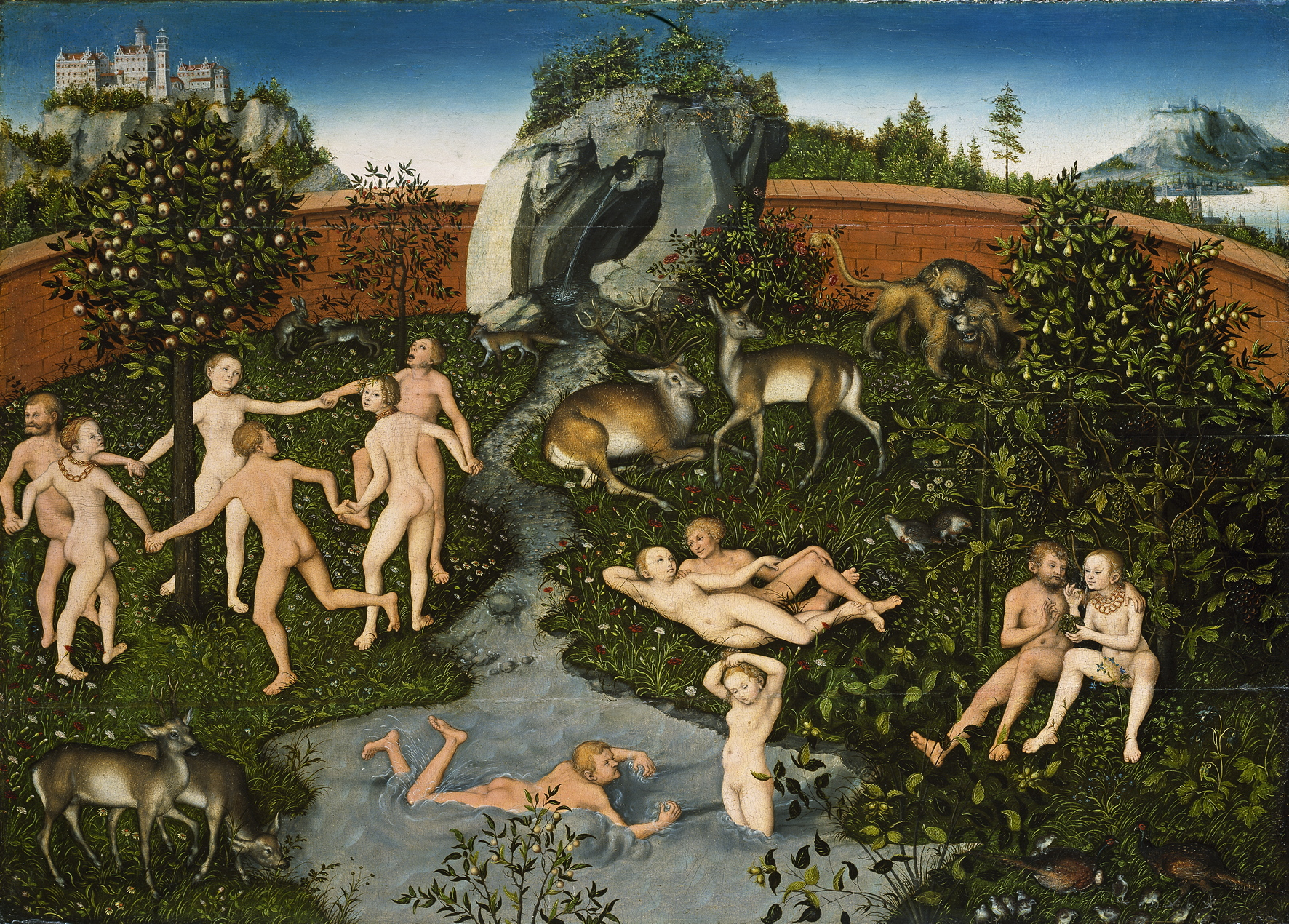
Lucas Cranach der Ältere, Das goldene Zeitalter, 1530
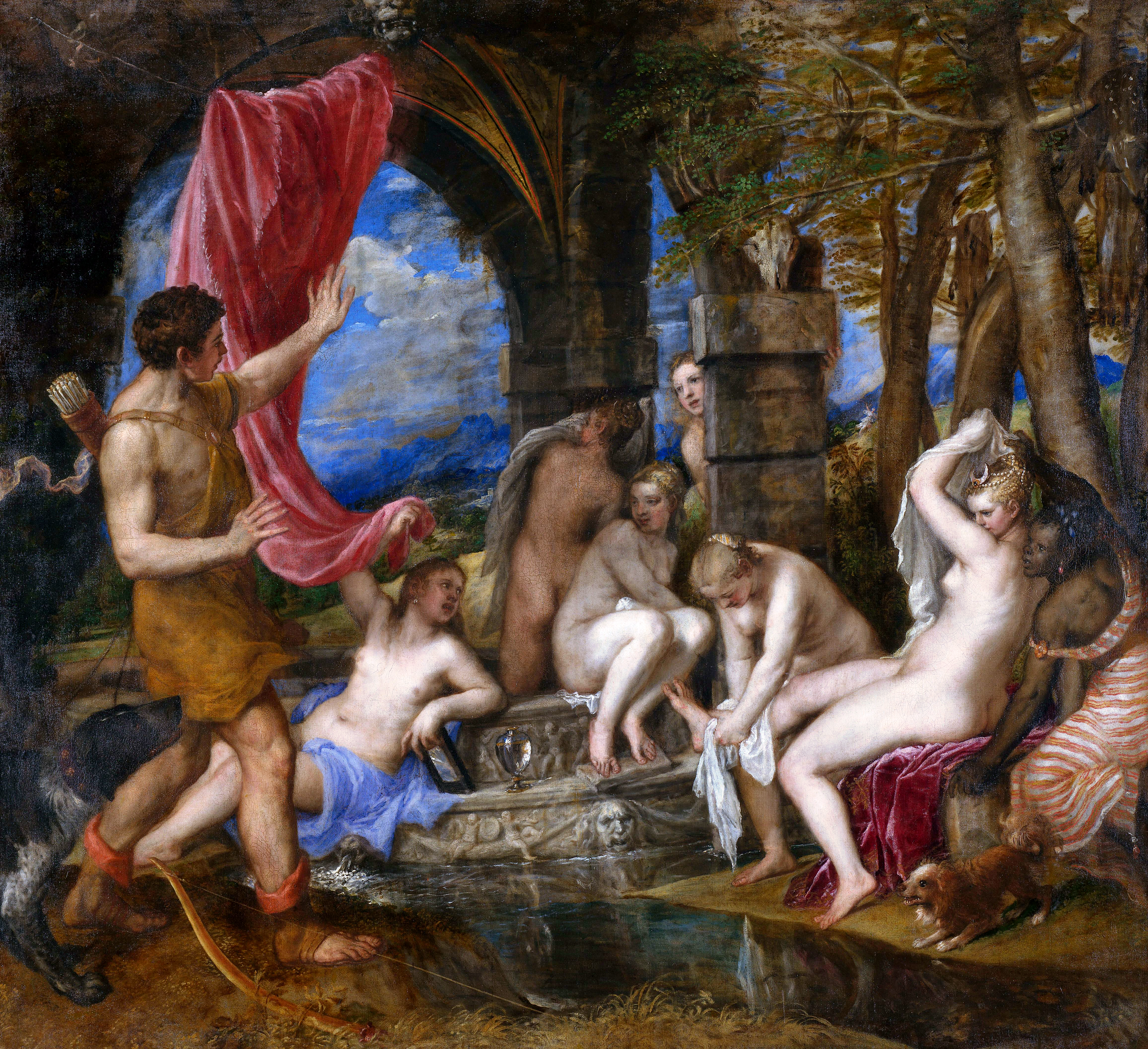
Tizian, Aktaion überrascht Diana beim Bade, 1559
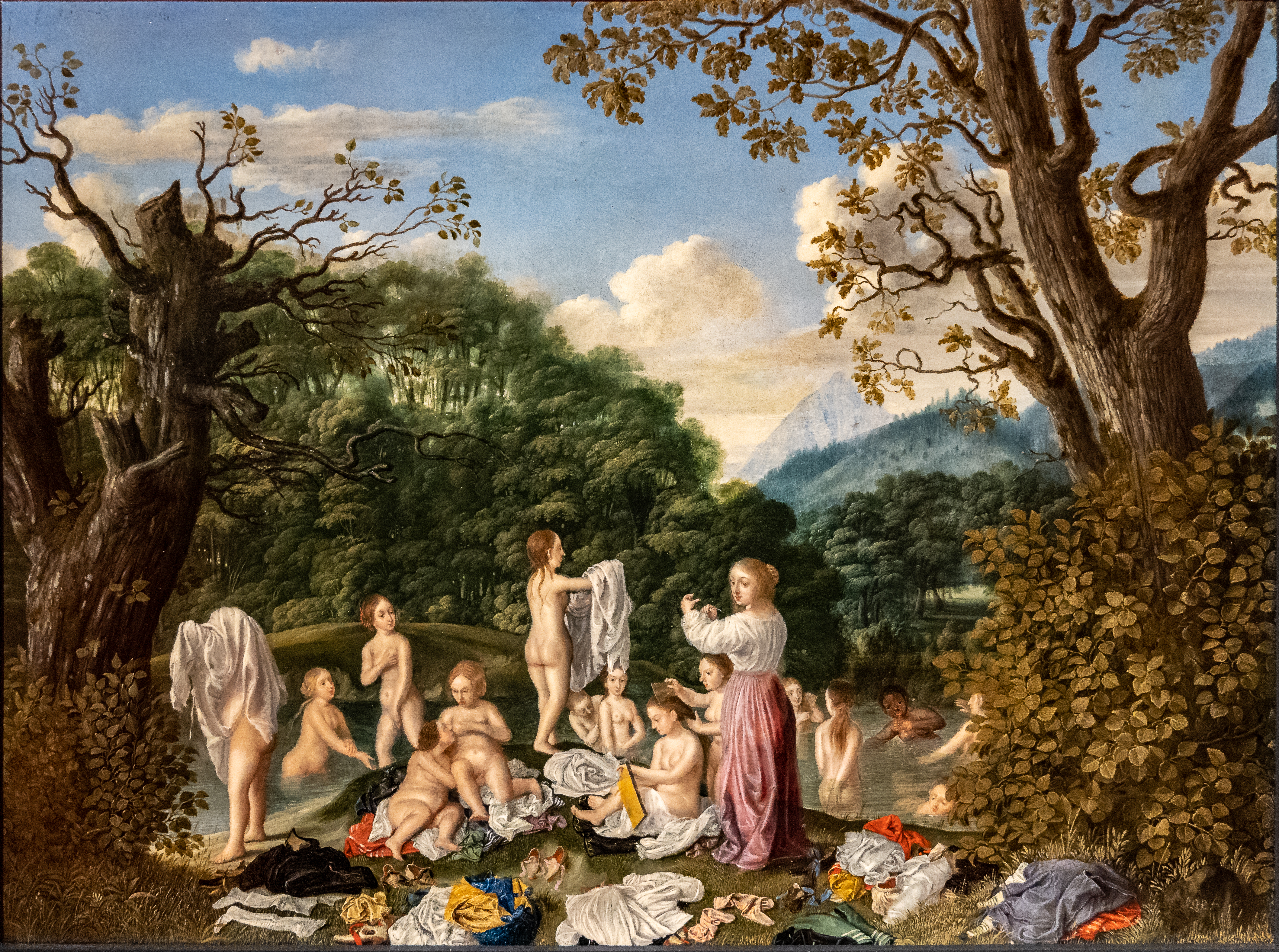
Wolfgang Heimbach, Badende Mädchen, 1640
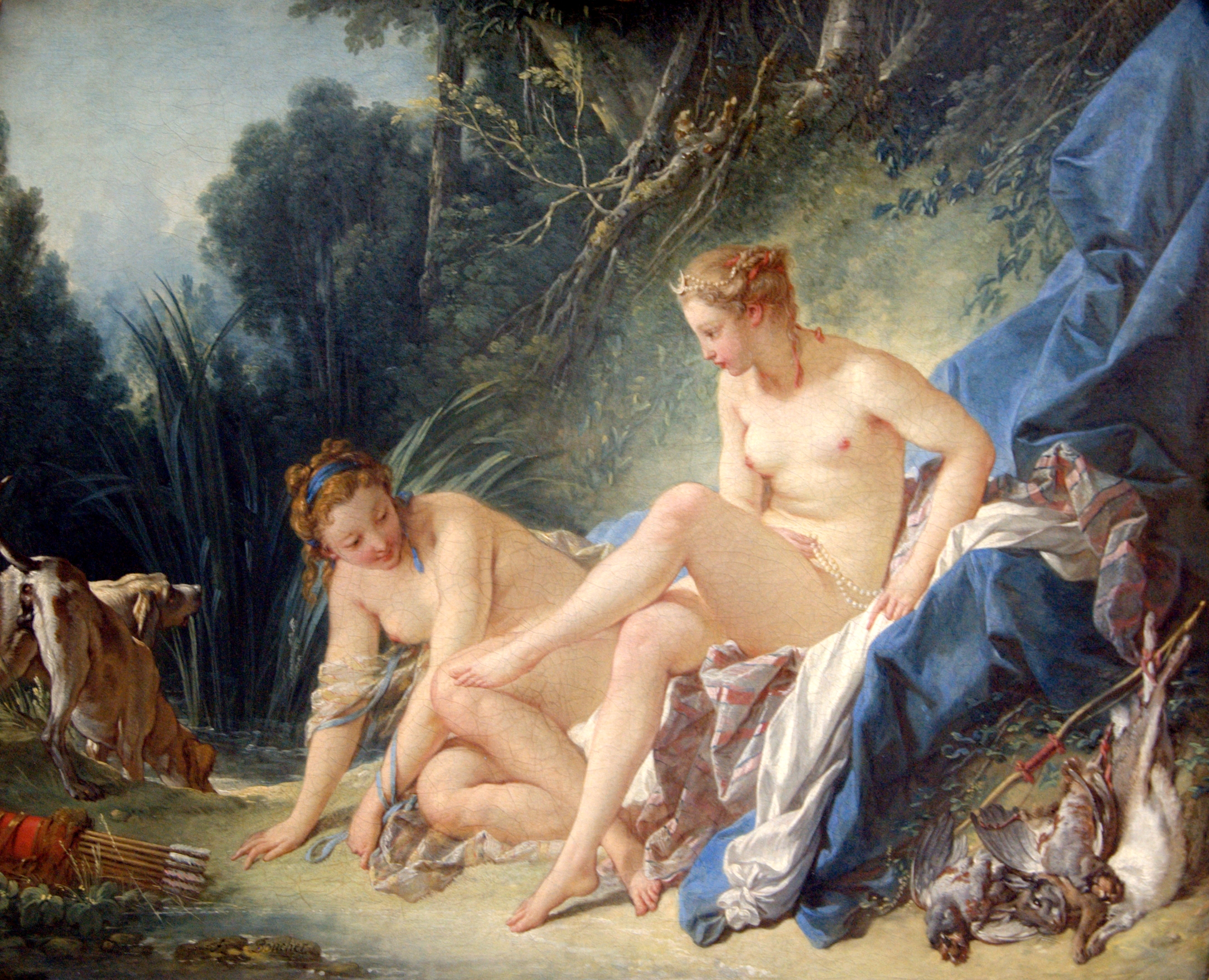
François Boucher, Diana im Bade, 1742
Jean-Auguste-Dominique Ingres, Das türkische Bad, 1862
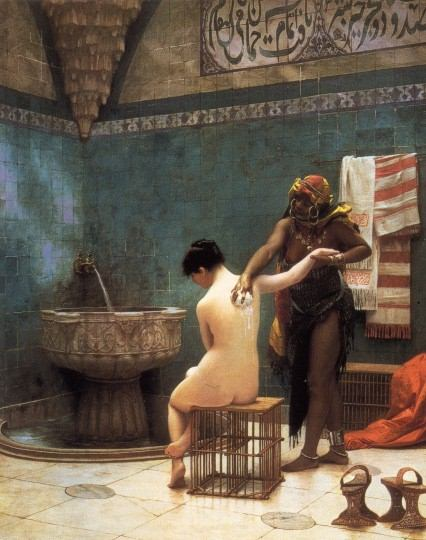
Jean-Léon Gérôme, Das Bad, ca. 1880
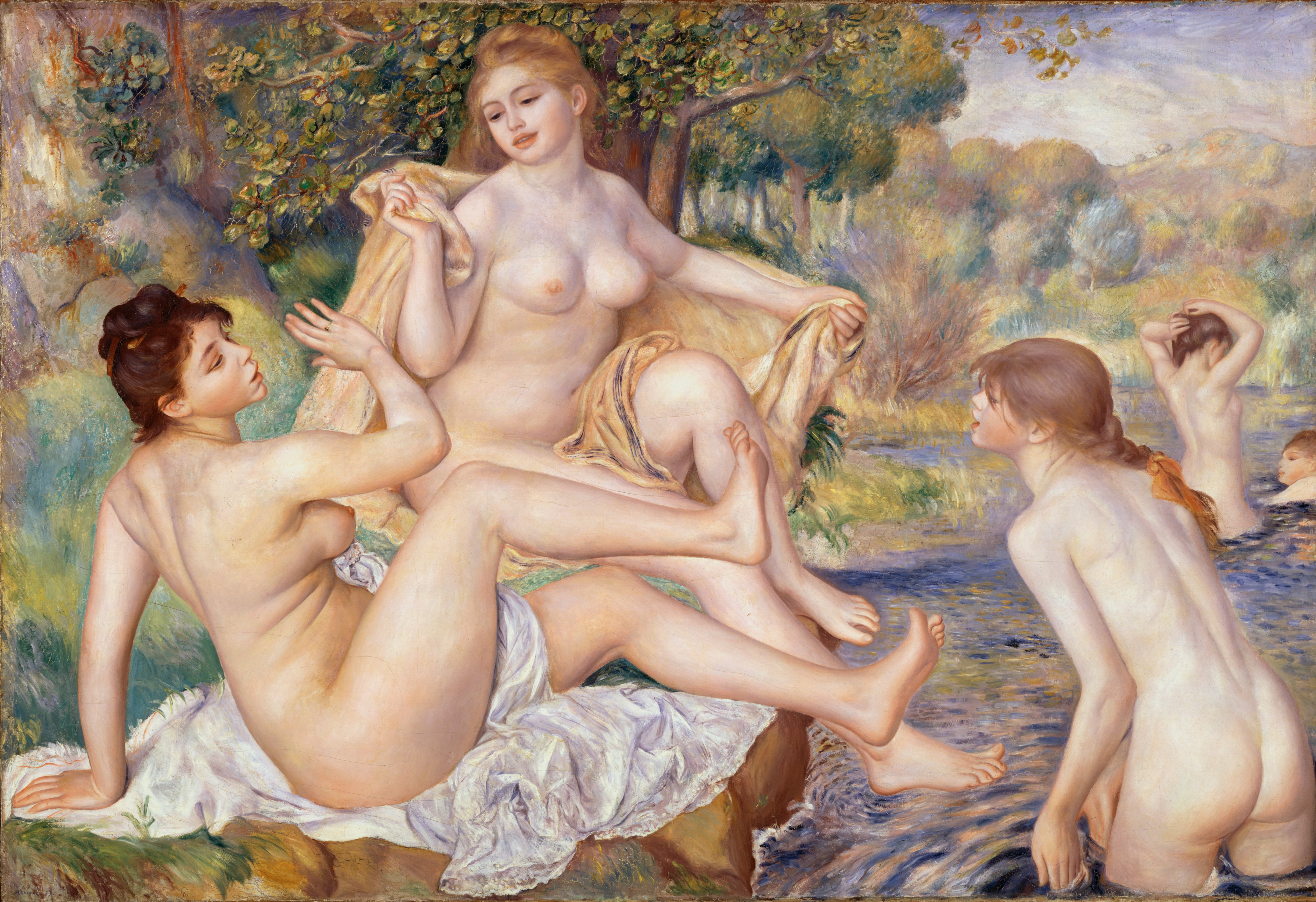
Auguste Renoir, Die großen Badenden, 1887
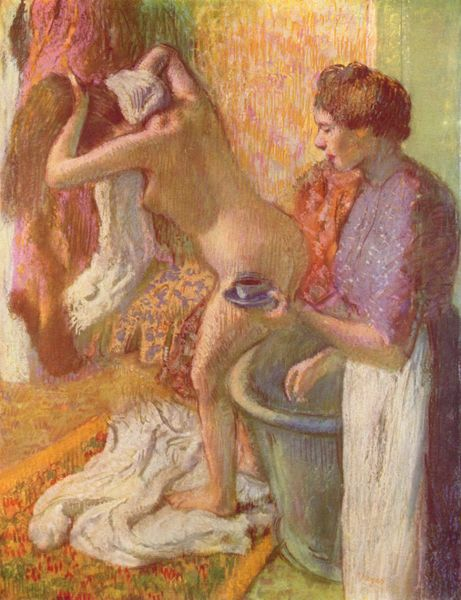
Edgar Degas, Nach dem Bade, ca. 1890
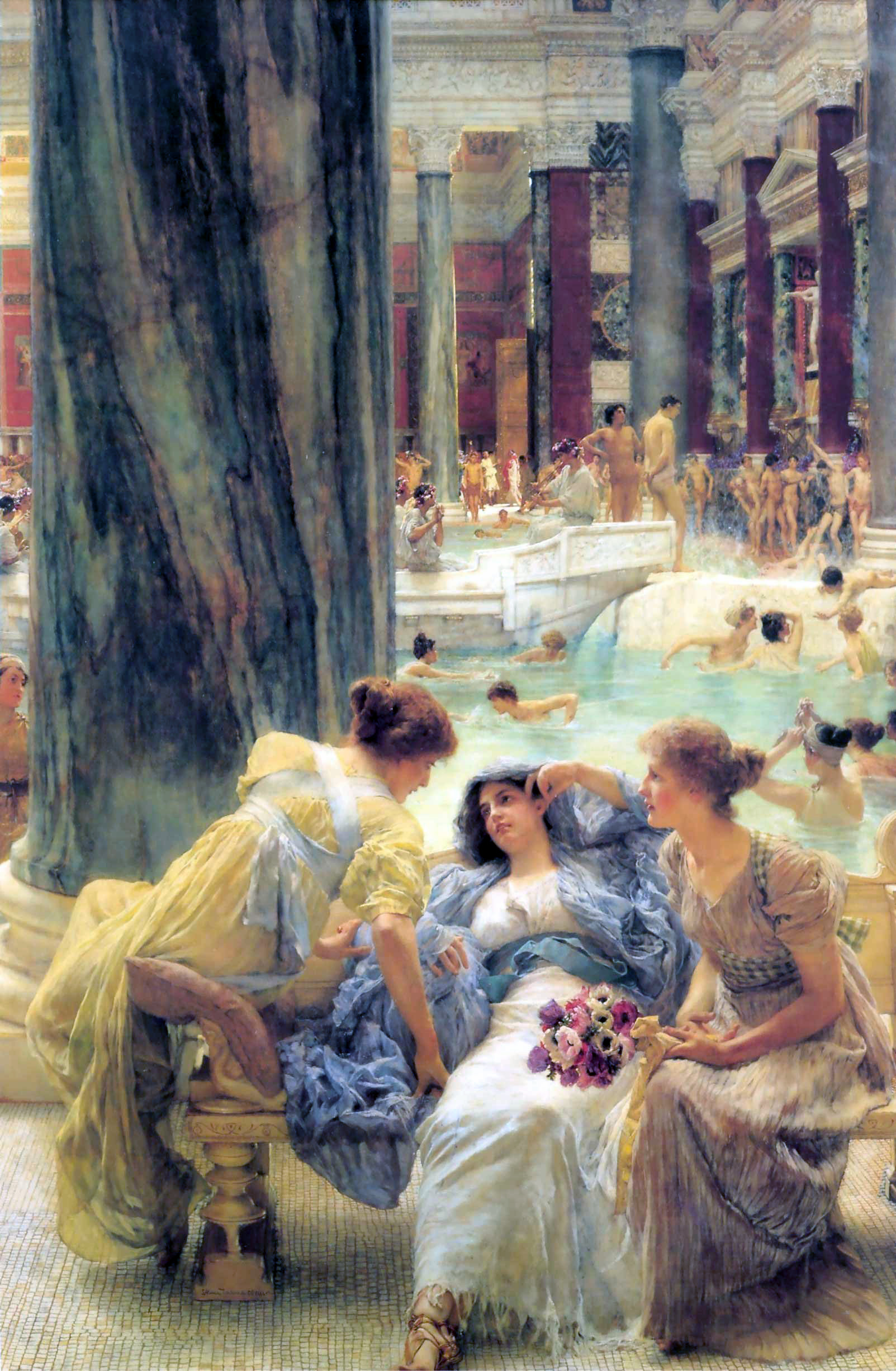
Lawrence Alma-Tadema, Caracallathermen, 1899
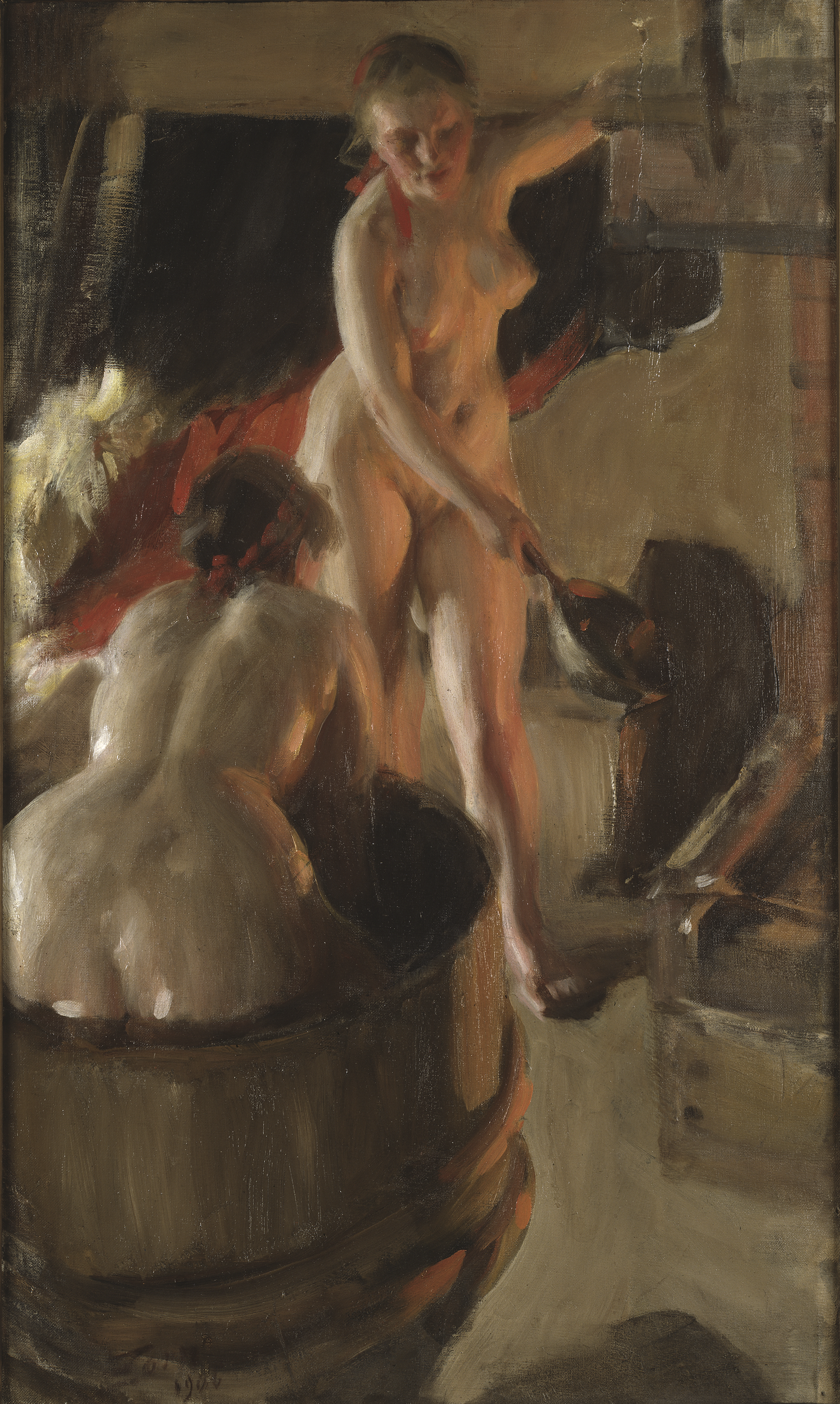
Anders Zorn, Badende Frauen, 1906
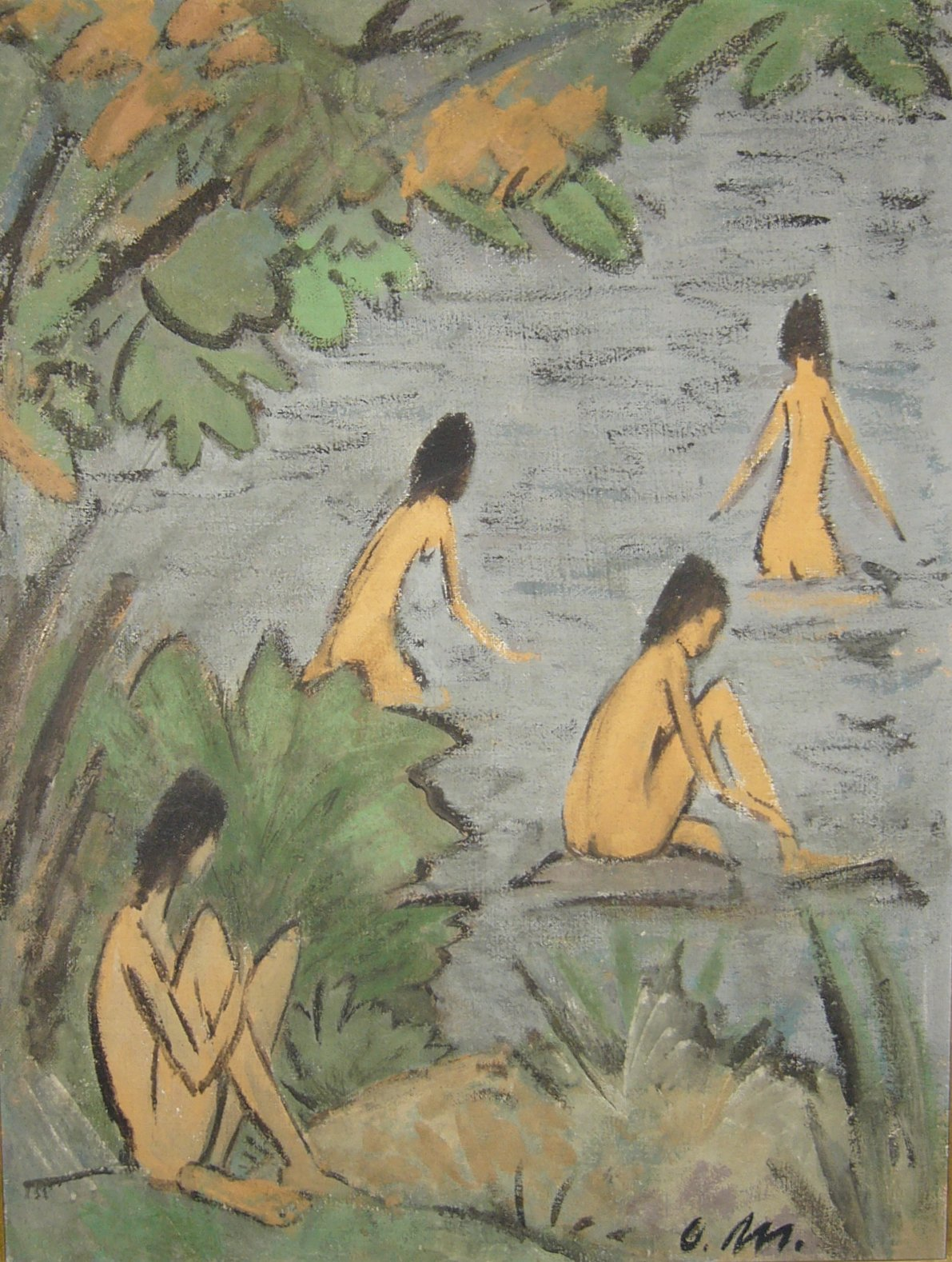
Otto Mueller, Landschaft mit Badenden, 1915
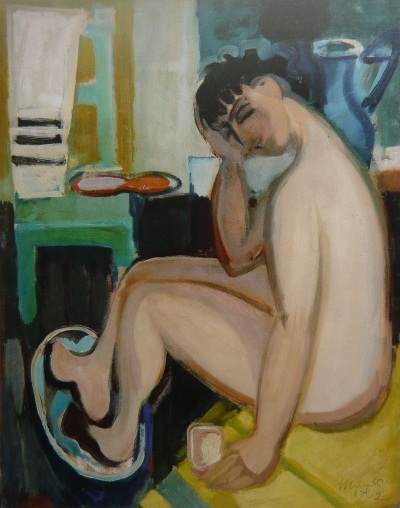
Willi Ulfig, Badende, 1950